# Tom Brady
Pour les articles homonymes, voir Brady.
Vous lisez un « bon article » labellisé en 2016.
(en) Statistiques sur pro-football-reference
Thomas Brady, dit Tom Brady, né le 3 août 1977 à San Mateo (Californie), est un commentateur sportif et un sportif professionnel américain de football américain ayant évolué pendant 23 saisons dans la National Football League (NFL) au poste de quarterback.
Après avoir joué 20 saisons pour la franchise des Patriots de la Nouvelle-Angleterre (2000 à 2019) , il se lie avec les Buccaneers de Tampa Bay jusqu'en fin de saison 2022.
Avec sept Super Bowls remportés (XXXVI, XXXVIII, XXXIX, XLIX, LI, LIII et LV), il est le joueur le plus titré de l'histoire de la National Football League.
Jeune sportif prometteur dans deux sports, le football américain et le baseball, Brady porte dans les rangs universitaires américains les couleurs des Wolverines de l'université du Michigan. En lutte pour la place de titulaire avec Drew Henson, il fait ses preuves sur le terrain mais les recruteurs ne sont pas impressionnés par ses qualités athlétiques. La recrue n'est sélectionnée qu'au sixième tour de la draft 2000 par les Patriots de la Nouvelle-Angleterre (au 199e choix). Remplaçant derrière Drew Bledsoe au début de sa carrière professionnelle, il devient titulaire après la blessure de ce dernier au début de la saison 2001 et saisit sa chance, menant l'attaque des Patriots dans leur parcours jusqu'au sacre au Super Bowl XXXVI malgré une victoire controversée contre les Raiders d'Oakland dans la neige.
Sa saison 2007 est historique. Aidé par l'arrivée de Randy Moss, Tom Brady bat le record de touchdowns marqués à la passe avant d'être désigné meilleur joueur de la saison. Il contribue à la saison presque parfaite des Patriots qui remportent l'intégralité des rencontres de la saison régulière avant de s'incliner face aux Giants de New York lors du Super Bowl XLII. Brady connaît de nouvelles déceptions avec une grave blessure dès le premier quart temps de la saison suivante puis une nouvelle déconvenue contre les Giants lors du Super Bowl XLVI, quatre ans après la première.
D'une longévité hors du commun, il est régulièrement annoncé sur le déclin, la vedette des Patriots fait taire les critiques alors qu'il devient quadragénaire. Celui qui est surnommé TB12 multiplie les records et les sacres sous les ordres de Bill Belichick, ajoutant trois nouvelles bagues de champion lors des Super Bowl XLIX, LI et LIII. Avec six titres ensemble, les deux hommes forment le tandem quarterback-entraîneur le plus victorieux de l'histoire de la NFL. Ils sont proches d'en ajouter un autre mais s'inclinent au Super Bowl contre les Eagles de Philadelphie lors de l'édition LII. En 2020, Brady met fin à son histoire de 20 ans avec les Patriots pour relever un nouveau défi avec les Buccaneers de Tampa Bay. Dès sa première saison sous ses nouvelles couleurs, Brady remporte son septième Super Bowl à l'âge de 43 ans, renforçant son statut de meilleur quarterback de sa génération.
Tom Brady détient le meilleur bilan en rencontres éliminatoires avec 34 victoires pour dix défaites. Individuellement, il a été élu meilleur joueur du Super Bowl à cinq reprises (2001, 2003, 2014, 2016 et 2020). Il a aussi été nommé trois fois meilleur joueur de la saison régulière en 2007, 2010 et 2017, et a été sélectionné à quinze Pro Bowls.
Son parcours est d'autant plus atypique qu'il n'a été sélectionné que très tardivement par une franchise, et que son niveau de jeu ne s'est révélé qu'après sa professionnalisation. Malgré plusieurs contrats négociés en deçà de sa valeur sportive, Tom Brady est l'un des joueurs de football américain les plus payés de l'histoire. Marié de 2009 à 2022 au célèbre mannequin brésilien Gisele Bündchen, sa notoriété dépasse le milieu du football américain.
Le 13 mars 2022, 40 jours après avoir déclaré prendre sa retraite de la NFL, il annonce son retour en tant que joueur des Buccaneers. Le 1er février 2023, il annonce prendre définitivement sa retraite.

## Biographie

### Jeunesse
Thomas Edward Patrick Brady Jr. est né le 3 août 1977 à San Mateo en Californie, trente kilomètres au sud de San Francisco. Fils de Galynn Patricia et Thomas Brady Sr., il est le quatrième enfant du couple et le seul fils. Ses trois sœurs se prénomment Nancy, Julie et Maureen.
Jeune, Tom Brady assiste à de nombreuses rencontres des 49ers de San Francisco et de Joe Montana dans les années 1980. Il devient un supporter de l'équipe et assiste à l'historique passe de Montana pour Dwight Clark lors du match de championnat NFC 1982 contre les Cowboys de Dallas : The Catch. Le jeune californien apprend à lancer la balle de football américain au collège de San Mateo. Au lycée, toujours à San Mateo, il se fait remarquer pour ses performances au baseball. Il évolue alors au poste de receveur et frappe la balle en position de gaucher. Il a même été repêché par les Expos de Montréal. Brady préfère tenter sa chance dans le football américain.
Il commence à jouer au football américain au 9th grade, la première année de lycée, aux postes de middle linebacker et de quarterback mais n'est pas assez bon pour être titulaire en attaque dans l'équipe du lycée qui termine la saison sur un bilan de huit défaites pour aucune victoire. Après deux saisons en tant que titulaire au lycée de San Mateo, il compile 219 passes complétées pour 3 514 verges et 33 touchdowns,.

### Carrière universitaire
En 1995, après que son père eut envoyé des vidéos de ses meilleures actions au lycée, Tom Brady eut de nombreuses propositions universitaires. Il liste cinq universités comme choix potentiel : Cal-Berkeley, UCLA, USC, Michigan et Illinois. Alors qu'il se voit offrir la possibilité de jouer titulaire avec Cal-Berkeley dès sa deuxième saison, il choisit de rejoindre l'université du Michigan et l'équipe des Wolverines du Michigan évoluant au sein de la NCAA Division I Football Bowl Subdivision et qui a déjà six joueurs à son poste. Tom Brady y porte le numéro 10. Ses deux premières années avec les Wolverines sont difficiles. Brady est l'un des remplaçants de Brian Griese, future vedette de la NFL, qui réalise d'excellentes performances, terminant notamment la saison 1997 sans défaite. De son côté, Brady enchaîne les premières expériences professionnelles dans la construction, dans un club de golf et à un festival. Touché par une appendicite aïgue, il perd du poids. Il n'a pas la confiance de son entraîneur et envisage de quitter le campus de Michigan,. Tom Brady rencontre alors Greg Harden et travaille avec lui chaque semaine afin d'améliorer ses performances et de faire croître sa confiance en lui.
Quand Griese quitte Michigan pour la NFL, Brady devient titulaire et remporte de nombreuses rencontres devant près de 110 000 personnes. Le 21 novembre 1998, il bat les records de l'université de Michigan pour le nombre de passes tentées (56), de passes complétées (31) et de verges gagnés à la passe (375). La semaine suivante, il complète 90 % de ses passes lors d'une victoire 48 à 17 à Hawaï.
La saison suivante, alors qu'il est senior, il n'est plus assuré d'être titulaire. Il doit rivaliser avec Drew Henson, un quarterback qui a excellé au lycée au baseball et au football américain. Henson est considéré comme un athlète exceptionnel contrairement à Tom Brady, dont la mobilité et la force sont limitées. Cette concurrence pousse Brady à travailler encore et encore, multipliant les séances vidéos et à analyser les défenses adverses. Finalement, l'entraîneur Lloyd Carr décide que Brady commence le premier quart temps, Henson le deuxième, et que le staff choisira à la mi-temps qui jouera la deuxième mi-temps. Tom Brady remporte ses cinq premiers duels contre Henson, et mène son équipe à cinq succès. Le match contre le grand rival de l'université d'État du Michigan est déterminant pour Tom Brady. Alors que Michigan est mené 17 à 0 avec Henson au poste de quarterback, Brady entre sur le terrain. Il lance pour 241 yards dans les 18 dernières minutes de la rencontre et inscrit 31 points. Malgré la défaite de Michigan 34 à 31, Carr a fait son choix et dès lors, Brady devient le titulaire indiscutable.
Il réussit à emmener son équipe aux victoires dans le Rose Bowl en 1998 (en tant que remplaçant de Griese), le Citrus Bowl en 1999 et l'Orange Bowl en 2000. Cette dernière rencontre reste dans l'histoire de football américain universitaire comme l'un des retours les plus mémorables avec une victoire finale de 35 à 34 en prolongations. Souvent décisif dans les dernières minutes des matchs, il gagne à l'époque le surnom de Comeback Kid. Il conduit notamment son équipe à la victoire contre Penn State après avoir été mené de 10 points à six minutes de la fin de la rencontre.

### Carrière professionnelle

#### Draft et premières expériences en NFL (2000)
Les accomplissements de Tom Brady au niveau universitaire ne lui permettent pas d'être considéré comme un premier choix lors de la draft 2000 de la NFL. Brady est à l'époque loin d'être l'un des grands espoirs du football américain et les rapports des recruteurs de la NFL le décrivent comme un joueur très lent, peu athlétique et aux qualités pour le poste très limitées. Le rapport de Pro Football Weekly est le suivant : « Très maigre et faible. A terminé la saison 1999 en pesant 88 kg et est toujours longiligne à 95 kg. Est un peu frêle, manque de stature physique et de force. Peut être poussé à terre plus facilement que vous le souhaiteriez. »,. Les rapports des recruteurs sont également sur la même ligne : « Ne possède pas une silhouette athlétique. Quarterback le plus lent du combine. Manque de mobilité et ne sait pas échapper à la pression. Ne lance pas en spirale serrée. Ne peut pas jouer dans beaucoup de systèmes différents. Ne possède pas un gros bras. Ne peut pas mener une attaque sur un long drive ». Les performances physiques de Brady lors du NFL Combine sont jugées comme mauvaises et renforcent les rapports des recruteurs, notamment son temps de 5,28 secondes au sprint de 40 yards qui reste l'un des plus mauvais résultat à ce test de l'histoire de l'événement,. Sa détente verticale de 62 centimètres (24,5 inches) est également inférieure à celles des autres quarterbacks. Ses performances cognitives ne sont pas remarquées, même s'il réussit un score de 33 au test Wonderlic.
Le 16 avril 2000, Tom Brady est sélectionné au 6e tour par les Patriots de la Nouvelle-Angleterre avec le 199e choix, un choix compensatoire alloué par la NFL pour compenser la perte de plusieurs joueurs partis en tant qu'agents libres la saison précédente,. Il n'est que le septième quarterback sélectionné lors de cette draft après Chad Pennington, Giovanni Carmazzi, Chris Redman, Tee Martin, Marc Bulger et Spergon Wynn.
Au début de sa première saison avec les Patriots, il est considéré comme le quatrième choix au poste de quarterback derrière Drew Bledsoe, John Friesz et Michael Bishop. Les Patriots hésitent à le couper du fait de l'inintérêt d'avoir quatre athlètes à ce poste mais le gardent pour ne pas prendre le risque de perdre leur jeune talent. Au fur et à mesure de la saison, il s'impose à l'entraînement comme le remplaçant de Bledsoe. Il n'apparaît cependant qu'une seule fois sur le terrain lors de cette saison, en tant que remplaçant et complète une seule et unique passe (sur trois) pour un gain de 6 verges.

#### Triple vainqueur du Super Bowl (2001-2004)

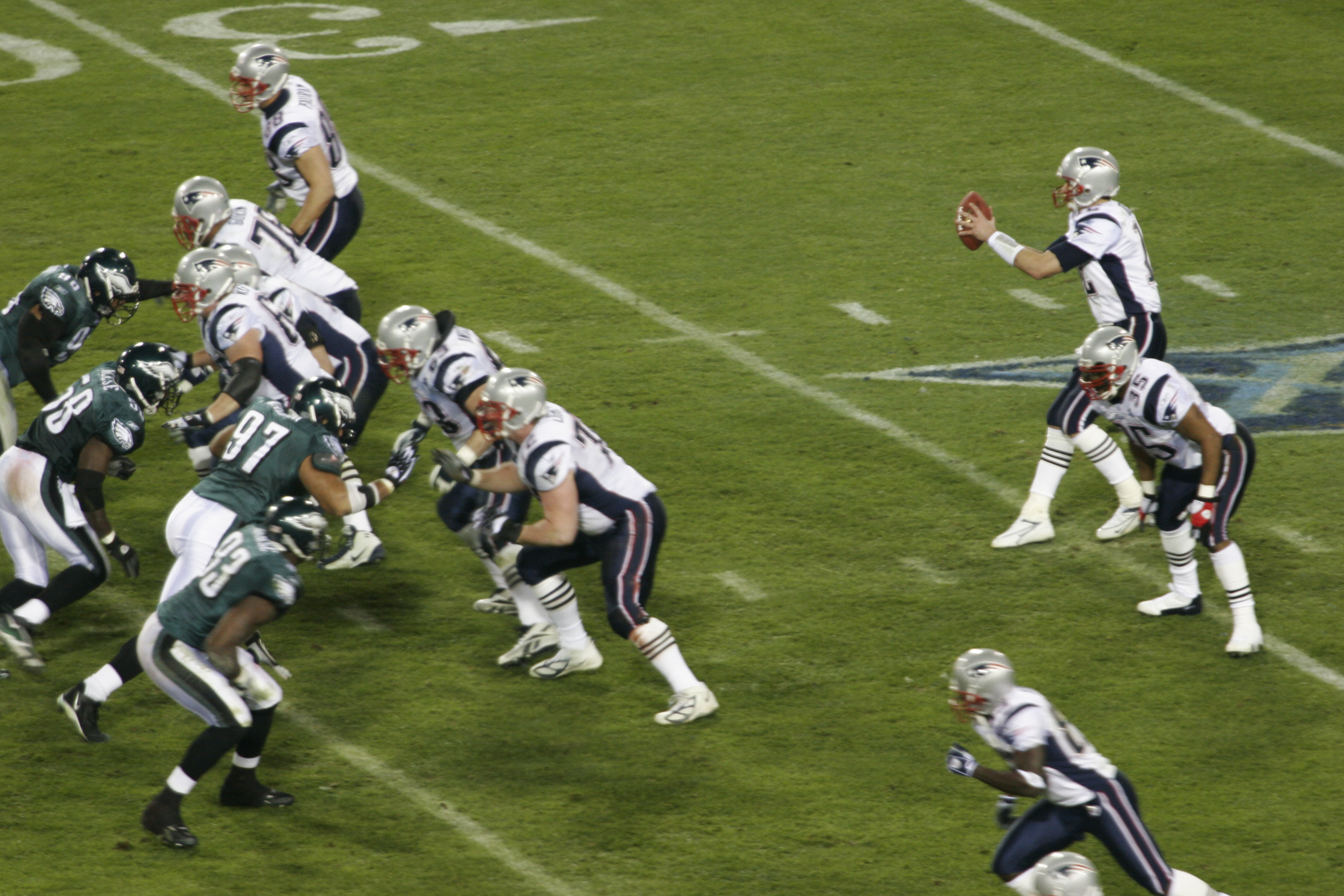
Tom Brady au Super Bowl XXXIX.

Tom Brady commence la saison 2001 comme le premier remplaçant de Drew Bledsoe au poste de quarterback dans l'effectif des Patriots de la Nouvelle-Angleterre. Le 23 septembre 2001, Bledsoe se blesse à la suite d'un violent plaquage du défenseur des Jets de New York Mo Lewis,,,. La blessure se révèle sérieuse et propulse le jeune Tom Brady comme titulaire. Si ses deux premiers matchs ne sont pas forcément spectaculaires, ceux qui suivent sont beaucoup plus convaincants. Avec Brady comme quarterback, les Patriots concluent la saison par 11 victoires en 14 rencontres et se qualifient pour la phase finale de la NFL.
Pour son premier match à élimination directe, Tom Brady est au centre d'une controverse historique : le Tuck Rule Game. Sur un terrain fortement enneigé, les Patriots affrontent les Raiders d'Oakland. En fin de rencontre, Tom Brady réalise une bonne série offensive lorsqu'il échappe le ballon sur une charge de Charles Woodson. Les arbitres annoncent d'abord qu'il s'agit d'un fumble avant de changer d'avis à l'aide de la vidéo, jugeant que, selon la Tuck Rule, une règle introduite en 1999, le geste de passe vers l'avant de Brady est une passe incomplète. Les Patriots conservent la possession et arrachent la prolongation dans laquelle Tom Brady met son botteur Adam Vinatieri en position pour marquer un coup de pied décisif. Au tour suivant, les Patriots disputent le trophée de la conférence américaine face aux Steelers de Pittsburgh. Au cours du deuxième quart temps, Tom Brady se blesse au genou et laisse sa place à Drew Bredsoe qui aide l'équipe à remporter et à se qualifier pour le Super Bowl.
Après quelques jours d'hésitation, Bill Belichick annonce que Tom Brady est remis de sa blessure au genou et qu'il sera titulaire pour le Super Bowl XXXVI. Le 2 février 2002 les Patriots affrontent les Rams de Saint-Louis dans le Superdome de La Nouvelle-Orléans. Alors que le score est de 17 partout, les Patriots récupèrent la possession en attaque aux 17 yards dans leur camp avec 81 secondes restantes à l'horloge,. Le commentateur de la rencontre, la légende John Madden, recommande de jouer la montre et d'aller en prolongations,. Brady, son entraîneur Bill Belichick et son coordinateur défensif Charlie Weis prennent une autre option et tentent leur chance. Le quarterback n'a pas le droit à l'erreur. Il lit la défense des Rams et se débarrasse de la balle dans un premier temps. Il trouve ensuite son receveur Troy Brown pour un gain de 23 yards et son tight end Jermaine Wiggins pour 6 yards, offrant au buteur Adam Vinatieri un coup de pied de 46 yards pour la victoire. Vinatieri ne manque pas l'occasion et les Pats gagnent la partie 20 à 17. Brady est nommé meilleur joueur (MVP) de cette rencontre, grâce notamment à la séquence offensive en fin de match lors de laquelle il orchestre la remontée de son équipe. Tom Brady est alors le deuxième plus jeune joueur à gagner cette prestigieuse distinction, après le receveur des Steelers Lynn Swann.
Ce succès en fait immédiatement une célébrité. Brady est demandé à travers les États-Unis. Après un passage par Disney World, il rejoint ses coéquipiers pour la parade dans la ville de Boston. Il se déplace alors à Hawaii pour y jouer le Pro Bowl pour la première fois de sa carrière. Il échange les poings avec Mohamed Ali lors d'un événement caritatif à Phoenix, joue au golf avec John Elway, est juge du concours de beauté Miss USA 2002 et passe du temps avec Barry Bonds et Willie Mays au camp d'entraînement des Giants de San Francisco. Célibataire convoité, il déchaîne les passions, soulevant les T-shirts lors de la parade et séduisant de la fille de Bill Belichick à la femme de son coéquipier Antowain Smith.
La troisième saison de Brady est moins brillante. Elle commence dans le tout nouveau Gillette Stadium inauguré pour le premier match de la saison contre les Steelers de Pittsburgh par une victoire. Individuellement, Brady continue de briller, il réussit à gagner plus de yards (981 de plus) que la saison précédente et domine la ligue en nombre de touchdowns à la passe avec 28 unités. Le joueur n'est cependant pas sélectionné pour le Pro Bowl. Les Patriots terminent avec un bilan de neuf victoires et sept défaites comme les Jets de New York et les Dolphins de Miami. Mais du fait que les Jets aient battu les Patriots le 22 décembre 2002 au Gillette Stadium,, Tom Brady et ses coéquipiers échouent à atteindre les séries éliminatoires de la NFL. Il s'agit de la seule fois et unique fois que Tom Brady manque la phase finale en jouant la saison en tant que titulaire. La saison du quarterback est marquée par une blessure à l'épaule le 16 décembre 2002 contre Tennessee. Il continue à jouer malgré la blessure et aggrave sa luxation lors de la dernière rencontre de la saison. Il choisit de ne pas se faire opérer à la fin de la saison et opte pour plusieurs mois de rééducation.
Brady commence la saison 2003 en difficulté contre ses anciens coéquipiers Drew Bledsoe et Lawyer Milloy désormais aux Bills de Buffalo et se fait intercepter à quatre reprises dans une sévère défaite 0 à 31. Après deux succès, Brady doute de nouveau contre les Redskins de Washington le 28 septembre 2003 en se faisant à nouveau intercepter trois fois et en ratant une quatrième tentative décisive sur le dernier drive. Les doutes se dissipent cependant rapidement. Brady et les Patriots remportent une série historique de douze victoires consécutives pour conclure la saison régulière sur un bilan de quatorze victoires pour seulement deux défaites. Malgré ces performances, Brady est devancé par Peyton Manning et Steve McNair au classement des meilleurs joueurs de la saison régulière.

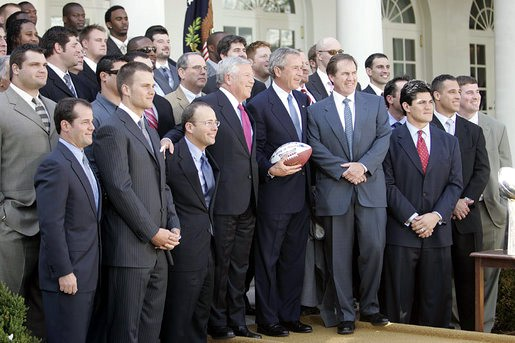
Le Président George W. Bush avec l'équipe des Patriots (Brady est la 3e personne sur la gauche du président).

Bénéficiant de l'avantage du terrain lors de la phase finale, les Patriots sont intraitables au Gillette Stadium. Tom Brady contribue à l'élimination des Titans du Tennessee de Steve McNair en mettant Adam Vinatieri dans les conditions pour réussir un lointain coup de pied décisif de 46 yards puis des Colts d'Indianapolis de son rival Peyton Manning avec 22 passes complétées sur 37 tentatives pour 237 yards et un touchdown. Le 1er février 2004, Tom Brady et les Patriots retrouvent les Panthers de la Caroline pour se disputer le Super Bowl XXXVIII. À 26 ans, Brady réalise une performance de haut niveau avec 32 passes réussies sur 48 tentées, battant le record de Jim Kelly (31 passes complétées lors du Super Bowl XXVIII). De nouveau, il mène la dernière série offensive de son équipe pour offrir à Adam Vinatieri une position idéale pour un botté décisif à moins de quatre secondes de la fin du match. Vainqueur sur le score de 32 à 29, Tom Brady marque l'histoire en remportant son deuxième championnat en trois saisons. De nouveau, et notamment grâce à son excellente séquence offensive en fin de match, il est nommé meilleur joueur du Super Bowl.
Tom Brady et ses coéquipiers poursuivent leur série victorieuse en sortant victorieux de leurs douze premiers matchs de la saison 2004, établissant un nouveau record NFL de 21 victoires consécutives. Brady ressent toujours des douleurs à son épaule et joue sous anti-inflammatoires et anti-douleurs pendant toute la saison. La série prend fin contre les Steelers de Pittsburgh et leur quarterback Ben Roethlisberger. En phase finale, les Patriots éliminent les Colts d'Indianapolis avant de retrouver les Steelers de Pittsburgh. La nuit précédant cette opposition attendue, Brady est fiévreux, sa température grimpe jusqu'à 39,4 °C,, ce qui ne l'empêche pas d'établir la meilleure évaluation de performance pour un quarterback de la saison avec 130,5 dans la victoire des Patriots le lendemain. Le 6 février 2005, Tom Brady remporte le Super Bowl XXXIX, son troisième titre en quatre ans avec les Patriots,,. Au terme d'une semaine compliquée lors de laquelle il a perdu sa grand-mère Margaret, Tom Brady fait preuve de calme et exécute le plan offensif prévu par Charlie Weis en lançant de nombreuses passes derrière des bloqueurs. Dans le dernier quart temps, il guide l'attaque des Patriots à proximité de l'en-but pour permettre à Corey Dillon d'inscrire à la course un touchdown décisif. Dans la victoire 24 à 21 de son équipe face aux Eagles de Philadelphie, il compile des statistiques de 23 passes complétées en 33 tentatives, 236 yards et deux touchdowns. Quelques jours après la vie de la saison, il se fait opérer son épaule droite douloureuse et la chirurgie arthroscopique se déroule sans complication.

#### Premières défaites en séries éliminatoires (2005-2006)
Avant le début de la saison 2005, Brady signe une extension de son contrat avec les Patriots de la Nouvelle-Angleterre pour 60 millions de dollars sur six ans dont une prime à la signature de 14 500 000 dollars. En raison des blessures des running backs Corey Dillon et Kevin Faulk, l'attaque des Patriots s'appuie plus sur le jeu de passe de Brady que lors des saisons précédentes. Il finit la saison avec 26 touchdowns et plus de 4 000 yards gagnés à la passe, pour la première fois de sa carrière. Le 5 décembre 2005, Brady est désigné sportif de l'année 2005 par le magazine Sports Illustrated. Les Patriots de la Nouvelle-Angleterre finissent la saison régulière avec dix victoires et remportent une nouvelle fois la conférence AFC.
En rencontres éliminatoires, l'équipe de Tom Brady domine les Jaguars de Jacksonville. Les Broncos de Denver mettent fin à la dynastie de Tom Brady. Aidés par une interception décisive de 99 yards de leur cornerback Champ Bailey puis par une perte de balle de Troy Brown, les Broncos dominent les Patriots sur le score de 27 à 13. Malgré ses 341 yards gagnés à la passe, il s'agit de la première défaite de sa carrière en match éliminatoire pour Tom Brady.
Lors de la saison 2006, les Patriots de la Nouvelle-Angleterre mènent une fois de plus leur conférence avec douze victoires pour quatre défaites et se qualifient pour les rencontres éliminatoires. Brady réussit plus de 3 500 yards, et marque 23 touchdowns à la passe.
En matchs éliminatoires, les Patriots battent les Jets de New York et puis rencontrent les Chargers de San Diego. Lors de ce match très disputé, les Pats sont menés de 8 points à 8 minutes de la fin du match. Brady envoie une passe de 4 yards pour un touchdown de Reche Caldwell et Kevin Faulk passe une conversion à 2 points. Les deux équipes sont à égalité. Mais alors que le match est en train de se terminer, Brady envoie une passe de 49 yards à Reche Caldwell. Ce gain d'un nouveau down, ou tentative, permet au buteur Stephen Gostkowski de marquer un field goal de 34 yards qui donne la victoire aux Patriots, 24 à 21.
Cette victoire leur permet de jouer la finale de la conférence AFC contre les Colts d'Indianapolis de Peyton Manning. À la mi-temps, les Patriots mènent 21 à 6. Lors du troisième quart temps, deux touchdowns, l'un sur une course de Manning et l'autre de Dan Klecko sur une passe de Manning remettent les équipes à égalité. Les deux équipes se répondent alors au score. Alors qu'ils mènent de trois points, les Patriots s'inclinent 34 à 31 grâce à un touchdown de Joseph Addai à une minute du terme de la partie. Les Colts d'Indianapolis de Peyton Manning remporteront au tour suivant le Super Bowl XLI.

#### La saison presque parfaite (2007)

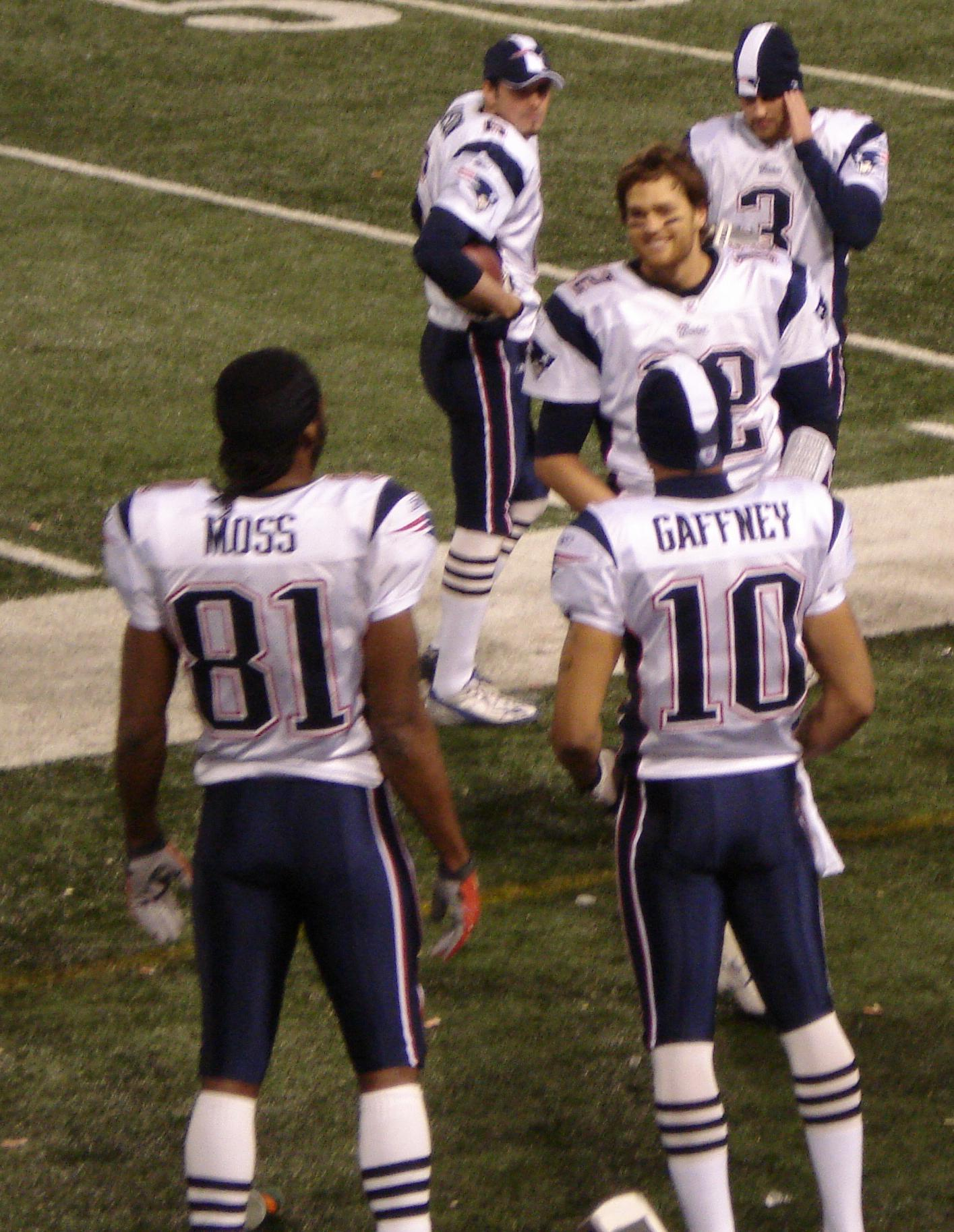
Tom Brady avec Randy Moss et Jabar Gaffney après avoir lancé son 50e touchdown de la saison contre les Giants de New York.

Après l'acquisition des receveurs Wes Welker et Randy Moss, les attentes autour des Patriots au début de la saison 2007 sont grandes. L'attaque emmenée par Tom Brady répond aux attentes dès les premières rencontres de l'année. La ligne offensive domine, offrant assez de temps au quarterback pour trouver ses receveurs. Tom Brady marque pour la première fois de sa carrière cinq touchdowns en sixième semaine contre les Cowboys de Dallas. La semaine suivante, dans une opposition face aux Dolphins de Miami, TB12 bat plusieurs records de la franchise en inscrivant six touchdowns, permettant aux Patriots de marquer 49 points dont 42 en première mi-temps uniquement, et obtient sa première évaluation parfaite.
Brady continue de contribuer à la série de succès jusqu'à la fin de la saison régulière, dominant son rival Peyton Manning des Colts d'Indianapolis tout en étant intercepté à deux reprises, étant décisif dans de courtes victoires face aux Philadelphie et Baltimore avant de conclure par un retour victorieux contre les Giants de New York. Les Patriots terminent la saison régulière avec un bilan parfait. Tom Brady en profite pour battre plusieurs records individuels, notamment le record de touchdowns à la passe dans une seule saison avec 50 et mène l'attaque à un record de 589 unités marqués. Il devient le premier quarterback à remporter seize match de saison régulière sans défaite. La saison est considérée par de nombreux spécialistes de ce sport comme la meilleure des saisons pour un quarterback,. En raison de ses performances lors de la saison régulière, Brady reçoit de nombreuses distinctions individuelles, dont le titre de Sportif de l'année décerné par l'Associated Press, ce qui n'était plus arrivé pour un footballeur américain depuis Joe Montana en 1990. Il est également désigné meilleur joueur et joueur offensif de l'année 2007.
Lors du match de division de la phase finale, Tom Brady s'illustre dans la victoire contre les Jaguars de Jacksonville en réussissant un jeu appelé Statue de la Liberté qui permet à Wes Welker d'inscrire un touchdown. Après un nouveau succès contre les Chargers de San Diego, il retrouve le Super Bowl avec une pression très importante. Ultra-favoris du Super Bowl XLII face aux Giants de New York, Brady et les Patriots ont l'opportunité de devenir les premiers à réaliser une saison parfaite avec 19 victoires. Dans une surprenante défaite des Patriots sur le score de 17 à 14, Tom Brady réussit une performance en deçà de ses standards habituels avec seulement 29 passes complétées sur 48 tentatives pour 266 yards et un seul et unique touchdown.

#### De la blessure au genou au retour difficile (2008-2010)

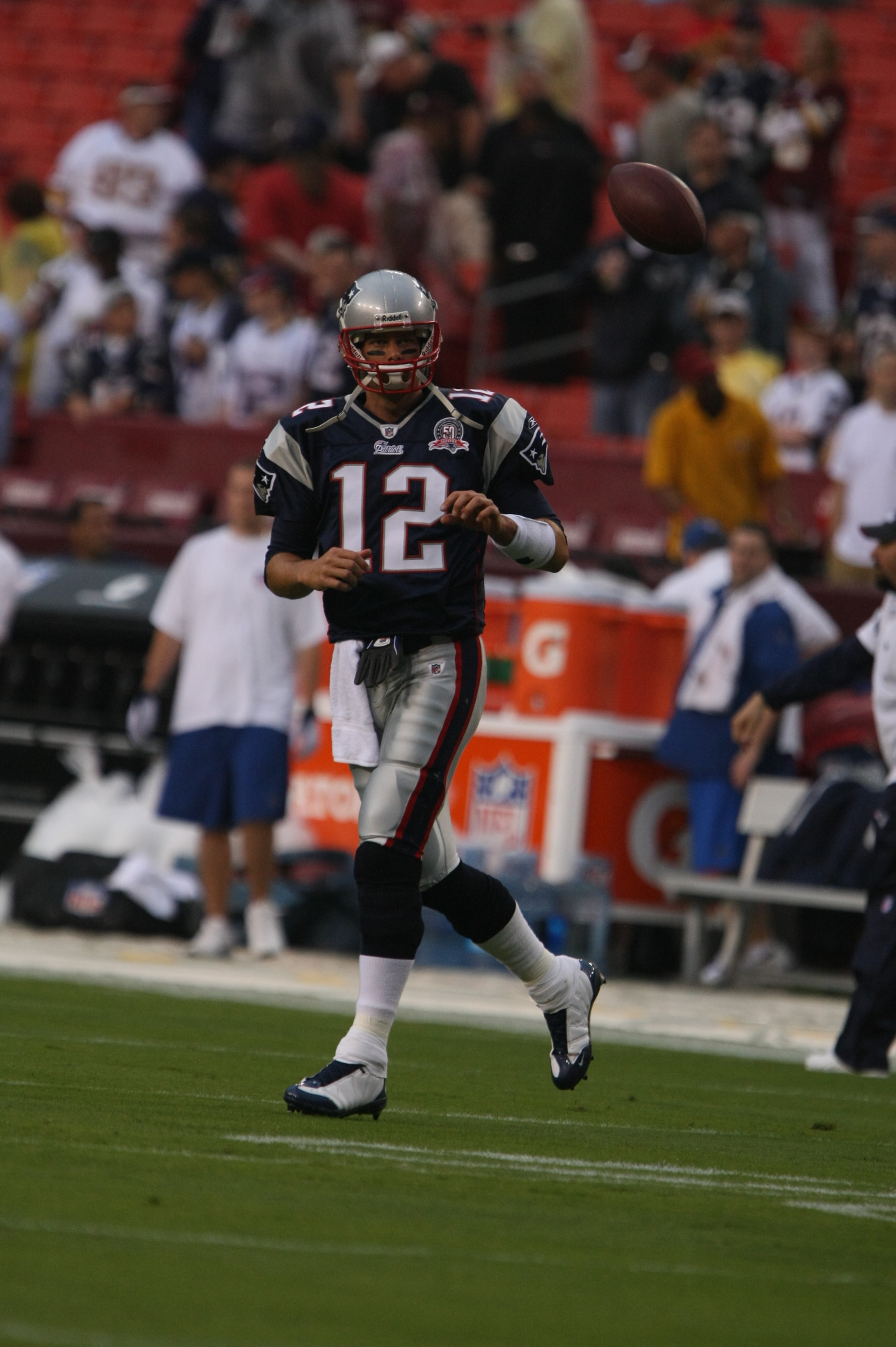
Tom Brady lors d'un échauffement en 2009.

Non aligné lors des matchs de présaison en raison de blessures au pied, Brady fait son retour pour le premier match de la saison contre les Chiefs de Kansas City, le 7 septembre 2008. Lors du premier quart temps du match, Brady subit un sack du safety adverse, Bernard Pollard, et doit sortir sur blessure. Ce seront les seules minutes de la saison disputées par Tom Brady. L'équipe annonce quelques jours plus tard qu'elle le place sur la liste des blessés pour le reste de la saison, en raison d'une déchirure du ligament croisé antérieur et du ligament collatéral tibial,. Cette blessure met fin à sa série de 128 titularisations consécutives. De nombreuses complications font suite à une première opération et le joueur est opéré une seconde fois. Sans leur quarterback vedette, les Patriots n'arrivent pas à se qualifier pour les séries éliminatoires.
De retour à la compétition après sa saison blanche, Tom Brady s'illustre dans le premier match de la saison 2009 des Patriots avec 378 yards gagnés à la passe et deux passes amenant un touchdown dans la victoire contre les Bills de Buffalo,. Le 18 octobre, il inscrit un nombre record de touchdowns dans un seul quart temps avec cinq passes lancées dans la end-zone lors du deuxième quart temps contre les Titans du Tennessee,,. Ce record s'inscrit dans une large domination des Patriots qui infligent à leurs rivaux la plus large défaite de l'histoire de la conférence AFC : 59 à 0,,. Avec 380 yards d'avancée à la passe, Tom Brady frôle l'évaluation parfaite qu'il manque d'un point.
Brady finit la saison régulière 2009 avec 4 398 yards gagnés à la passe et 28 touchdowns. Sélectionné au Pro Bowl, il reçoit début janvier la récompense de meilleur revenant de l'année de l'Associated Press pour ses performances de retour de blessure. Le parcours en phase finale tourne court pour Brady et son équipe. Dès le premier tour des rencontres à élimination directe, ils sont éliminés par les Ravens de Baltimore assez sèchement, Brady est intercepté à trois reprises par la défense des Ravens.
Le 10 septembre 2010, Brady signe un nouveau contrat avec les Patriots : il s'agit d'un contrat de quatre ans pour 72 millions de dollars, ce qui fait de lui le joueur le mieux payé de NFL. Cette saison voit Brady et les siens aligner un excellent bilan de 14 victoires contre seulement 2 défaites. Pour la deuxième fois de sa carrière, il est élu meilleur joueur de la saison par un vote unanime, ce qui est une première. Toutefois, cette remarquable saison s'achève prématurément dès le premier match éliminatoire, en match de Division, par une défaite à domicile 28 à 21 contre les Jets de New York, vieux rivaux des Pats. Après la fin de la saison, il se fait opérer le pied d'une fracture de fatigue.

#### Aux portes d'un nouveau sacre (2011-2013)

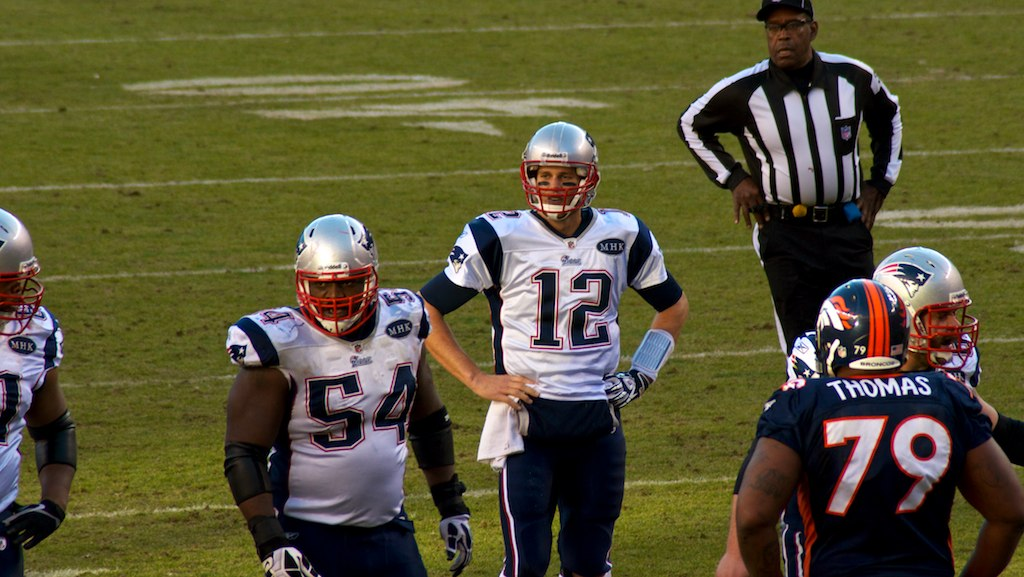
Tom Brady contre les Broncos de Denver en 2011.

La saison 2011 commence doucement pour les Patriots, qui se trouvent notamment dès le début défaits par les Bills de Buffalo pour la première fois depuis 10 ans. Toutefois, aidé notamment du receveur Wes Welker et surtout du tight end Rob Gronkowski, Tom Brady relance les Patriots qui finissent la saison en trombe sur 8 victoires consécutives qui leur assurent les séries éliminatoires et la première place de la Conférence AFC. En fin de saison, une dispute entre Brady et son coordinateur offensif Bill O'Brien éclate sur le bord du terrain lors d'une rencontre contre les Redskins de Washington. Le quarterback signe à cette occasion le deuxième plus grand total de yards engrangés en une saison de toute l'histoire de la NFL, avec 5 235 yards, pour 39 touchdowns.
En play-offs, Brady continue à bien jouer, signant notamment six touchdowns dès le premier match de division, contre les Broncos de Denver, n'étant que le troisième quarterback de l'histoire à inscrire autant de touchdowns durant un match de séries éliminatoires. Après une victoire serrée contre les Ravens de Baltimore en finale de Conférence, Tom Brady se retrouve pour la cinquième fois de sa carrière au Super Bowl, encore une fois contre les Giants de New York. S'il signe deux records d'ampleur au cours de ce match (celui du nombre total de yard lancés, tous Super Bowl confondus, et celui du plus grand nombre de passes complétées consécutivement au Super Bowl), il ne parvient pas à mener son équipe à la victoire et perd 21 à 17 pour la deuxième fois à ce niveau.

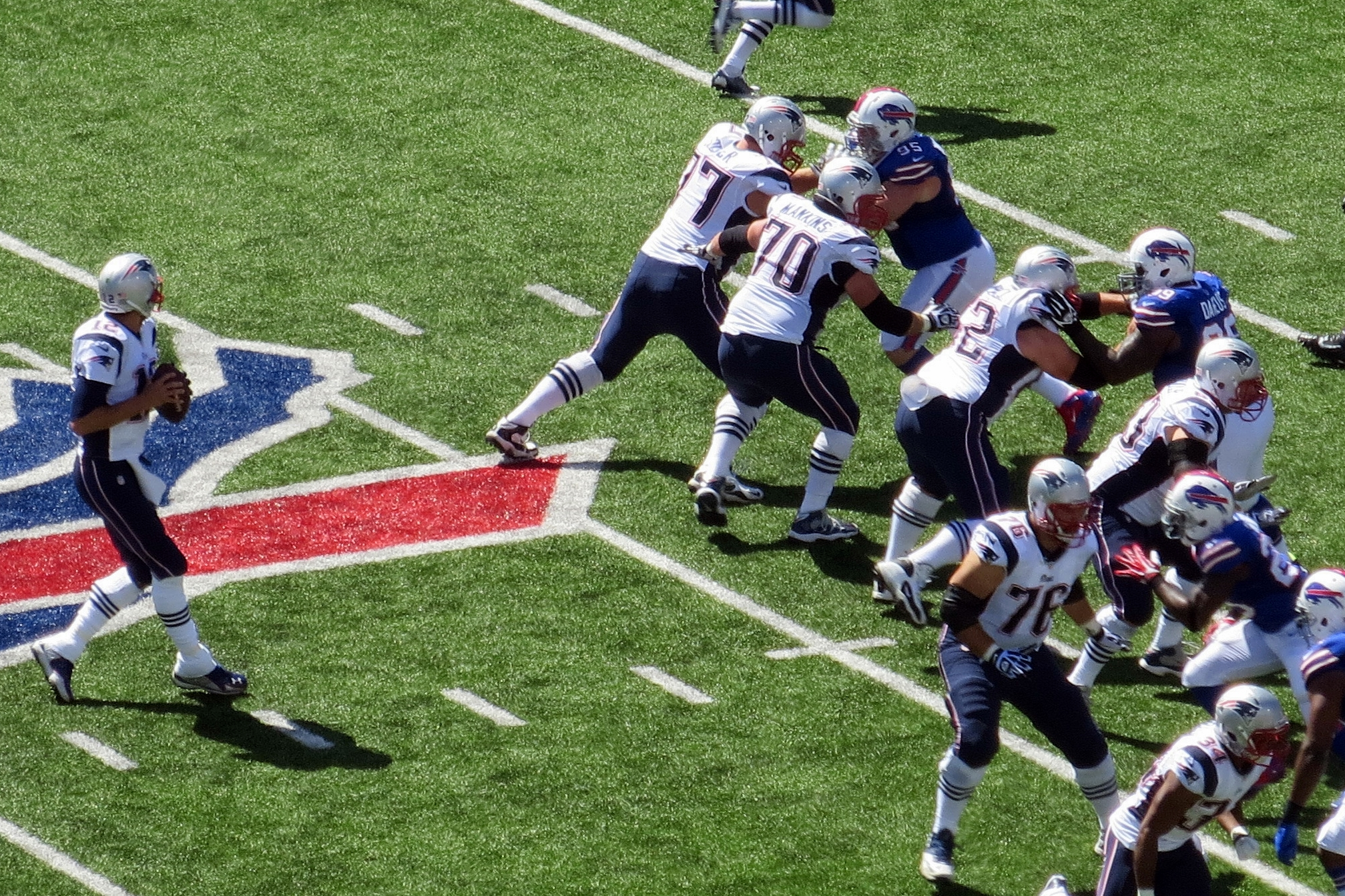
Tom Brady avec le ballon dans les mains contre les Bills de Buffalo en 2013.

Le démarrage de la saison 2012 est difficile pour les Pats, qui commencent avec trois victoires pour trois défaites, avant d'enchaîner neuf victoires et une seule défaite durant les dix derniers matchs de la saison, pour terminer sur le bilan de 12-4 et une deuxième place en AFC. Le 7 octobre 2012 marque un nouveau duel avec Peyton Manning, qui joue désormais pour les Broncos de Denver. Tom Brady remporte le match et possède désormais neuf victoires pour quatre défaites contre Manning. Le 2 décembre, après une victoire contre les Dolphins de Miami qui assure aux Pats le titre de champion de la division AFC Est, il devient le premier quarterback à remporter dix titres de champion de division, surpassant le record qu'il partageait jusque-là avec Joe Montana,. Il termine la saison avec plus de 4 800 yards, 34 touchdowns et seulement huit interceptions. Cette prestation lui vaut une huitième nomination au Pro Bowl.
En séries éliminatoires, les Pats parviennent à défaire aisément les Texans de Houston lors du match de Division, sur le score de 41 à 28,,. En finale de conférence, il retrouve les mêmes adversaires que l'année précédente : les Ravens de Baltimore. S'il bat au cours de cette rencontre le record de Brett Favre du plus grand nombre de yards lancés en carrière en séries éliminatoires, il réalise une prestation bien plus médiocre qu'à l'accoutumée en subissant deux interceptions et en ne parvenant pas à renverser le cours du match. Les Pats finissent cette fois-ci par s'incliner sur le score de 28 à 13 et sont éliminés aux portes du Super Bowl XLVII,,.

#### DuDeflategateà trois nouveaux triomphes (2014-2018)
Le compliqué début de saison 2014 lève des doutes sur le futur de Tom Brady et les Patriots. Après une lourde défaite contre les Chiefs de Kansas City, les critiques s'élèvent et plusieurs analystes annoncent la fin de l'ère Brady. La réponse du quarterback se fait sur le terrain, il inverse la tendance avec plusieurs performances de grande qualité avec plusieurs rencontres à plus de 300 yards lancés à la passe contre les Bills de Buffalo, les Broncos de Denver et les Lions de Détroit. Après une série de sept succès consécutifs, les Patriots tombent face à Green Bay. Qualifié pour la phase finale, Tom Brady se préserve en fin de saison, ne jouant qu'une mi-temps contre Buffalo et termine la saison régulière avec un bilan de douze victoires pour quatre défaites.
La route pour le Super Bowl XLIX passe par une âpre confrontation face aux Ravens de Baltimore. Après que son équipe a été menée 14 à 0 puis 28 à 14, Brady a le dernier mot avec une passe décisive pour Brandon LaFell qui arrache la victoire 35 à 31. À cette occasion, le quarterback des Patriots bat le record de Joe Montana avec 46 touchdowns inscrits en matchs à élimination directe. La finale de conférence, une rencontre à sens unique largement remportée 45 à 7 contre les Colts d'Indianapolis est mise dans l'ombre par le Deflategate. La vedette des Pats est accusée d'avoir conspiré pour réduire la pression des ballons afin d'en obtenir un avantage compétitif. Deux semaines plus tard, après une importante agitation médiatique, Tom Brady mène son attaque à ce qui est alors le plus grand retour de l'histoire du Super Bowl après avoir été mené de 10 points à l'entame du dernier quart temps. Si l'interception de Malcolm Butler scelle le sacre du Super Bowl XLIX contre les Seahawks de Seattle, Tom Brady est l'un des artisans principaux du triomphe avec 37 passes complétées sur 50 et quatre touchdowns marqués, ce qui lui vaut le titre de MVP de la partie.
Après avoir remporté sa quatrième bague de champion, Tom Brady poursuit sa domination au début de la saison 2015 dans une série de dix victoires consécutives des Patriots arrêtée au Sports Authority Field at Mile High lors d'un revers en prolongations contre les Broncos de Denver. Touché par les blessures de ses coéquipiers et isolé en attaque, Brady lutte pour terminer la saison et perd l'avantage du terrain en vue de la phase finale lors de la dernière rencontre. Sa saison reste remarquable puisqu'il termine avec le plus grand nombre de touchdowns (36 unités pour seulement 7 interceptions) et est récompensé par le plus grand nombre de votes pour le Pro Bowl 2016.
Brady retrouve son escouade offensive au complet pour les séries éliminatoires et la rencontre contre les Chiefs de Kansas City que les Pats dominent sur le score de 27 à 20,,,. En finale de conférence, Tom Brady retrouve le quarterback Peyton Manning des Broncos pour ce qui est annoncé comme leur dernière confrontation, Manning prenant sa retraite à la fin de la saison. Ce match de championnat voit les limites de la ligne offensive de Tom Brady qui est dominée par la défense des Broncos et notamment Von Miller,. Le quarterback est limité à seulement 27 passes réussies sur 56 tentatives. La défaite 20 à 18 de l'équipe de la Nouvelle-Angleterre empêche Brady de participer pour la septième fois au Super Bowl,.
Pendant l'été, le joueur vedette cesse ses actions judiciaires et accepte sa suspension de quatre matchs pour le début de la saison NFL 2016. Après avoir purgé son absence forcée, Tom Brady commence sa tournée revancharde contre la NFL en octobre contre les Browns de Cleveland. Il célèbre son retour par une performance à plus de 400 yards à la passe et une première victoire. Après trois nouvelles performances exceptionnelles contre les Bengals, les Steelers et les Bills pour autant de victoires, Brady est nommé joueur offensif du mois d'octobre pour la conférence AFC.
Les Patriots accèdent au Super Bowl LI où ils affrontent les Falcons d'Atlanta. Tom Brady et les Patriots réussissent un incroyable retour et l'emportent 34 à 28 en prolongation après pourtant avoir été menés 28 à 9 après le troisième quart temps (écart qui était même de 25 points à 18 minutes de la fin du match). Brady remporte son cinquième Super Bowl et rejoint ainsi Charles Haley, détenteur du record de Super Bowl remportés. D'abord mis en difficulté par la défense d'Atlanta, qui l'intercepte en première mi-temps par Robert Alford, Tom Brady accélère dans le dernier quart temps et inscrit deux touchdowns permettant aux Patriots d'égaliser et d'accéder aux prolongations durant lesquels ils marqueront un touchdown synonyme de victoire immédiate,,. Dans les vestiaires du NRG Stadium, le maillot de Tom Brady est volé dans les minutes suivant la célébration du sacre. Deux semaines plus tard, la police évalue la valeur du maillot à 500 000 dollars,. Le 21 mars, il est retrouvé par le Federal Bureau of Investigation, ainsi qu'un autre maillot du joueur, celui du Super Bowl XLIX, au Mexique,. Fox Sports dévoile que le voleur est un journaliste accrédité qui a été identifié sur les vidéos du stade,.

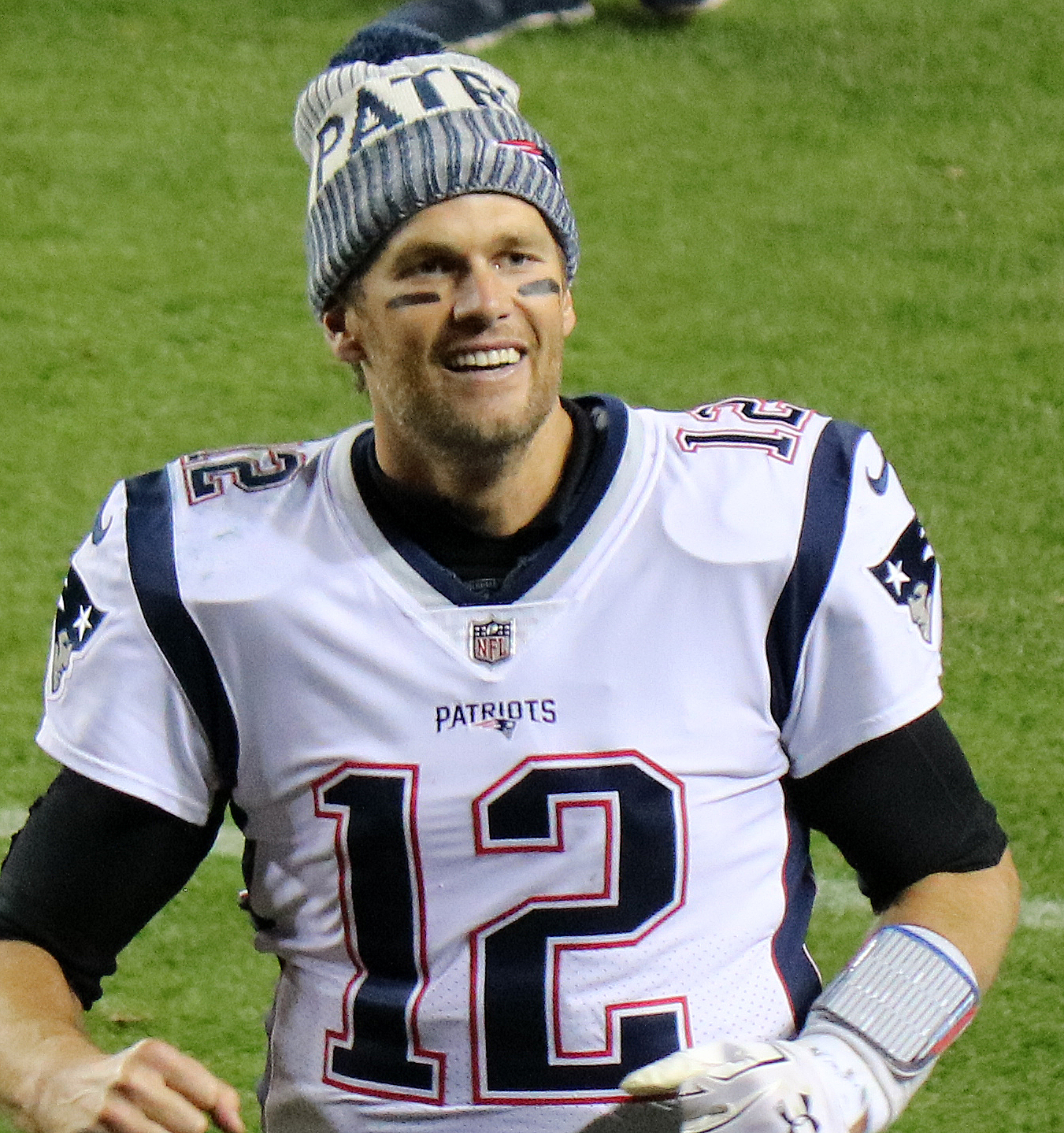
Tom Brady lors de la victoire contre les Broncos de Denver en novembre 2017.

Le début de la saison 2017 est difficile pour Tom Brady. Sans Julian Edelman, gravement blessé, et avec un Rob Gronkowski toujours limité par son dos, Brady ne possède pas ses cibles habituelles. Largement favoris, Brady et les Patriots s'inclinent lourdement contre les Chiefs de Kansas City dans la rencontre d'ouverture de la saison régulière, mettant fin à la spéculation d'une saison parfaite,. Son âge, 40 ans, Brady est au cœur des débats. Sa longévité impressionne et inquiète sur son futur,,. Après la défaite initiale, Brady répond aux critiques après plusieurs excellentes performances : 447 yards à la passe et trois touchdowns contre les Saints de La Nouvelle-Orléans, cinq touchdowns contre les Texans de Houston et encore plus de 300 yards à la passe contre les Panthers de la Caroline et les Buccaneers de Tampa Bay. Il bat tous les records pour un quarterback quadragénaire. Fin octobre, quelques jours avant la clôture de la période de transferts, les Patriots envoient le remplaçant et successeur désigné de Tom Brady, Jimmy Garoppolo, aux 49ers de San Francisco contre un choix de sélection, renforçant la confiance dans le futur de leur quarterback historique,. Libéré de toute concurrence interne, Tom Brady inscrit trois touchdowns dans le succès à Mile High contre les Broncos de Denver. Il se blesse au talon d’Achille fin novembre, ce qui le handicape sur la deuxième partie de la saison,. Contre les Bills de Buffalo, Brady montre des signes de frustration en hurlant sur son coordinateur offensif Josh McDaniels. Sa fin de saison est mitigée, il lance au moins une interception dans cinq rencontres consécutives. Cependant, il est décisif dans le match face aux Steelers de Pittsburgh pour assurer aux Patriots de la Nouvelle-Angleterre la première place de la conférence à la fin de la saison régulière. Il termine la saison comme le premier passeur de la ligue avec 4 577 yards gagnés à la passe et est dans la discussion pour le titre de meilleur joueur de la saison.
Exempté de premier tour de la phase finale, Tom Brady est impliqué dans une controverse médiatique impliquant ses relations avec Bill Belichick et Robert Kraft. Niant ses rumeurs, le quarterback inscrit trois touchdowns contre les Titans du Tennessee grâce à une attaque au rythme rapide,. Quatre jours avant le championnat AFC contre les Jaguars de Jacksonville, Tom Brady se coupe la main à l'entraînement avec le casque du coureur Rex Burkhead. Malgré douze points de suture, Brady lance pour 290 yards et deux touchdowns dans la victoire des Patriots 24 à 20,,. Cette victoire qualifie les Patriots pour le Super Bowl LII. À la veille du Super Bowl, il est désigné meilleur joueur de la saison pour la troisième fois de sa carrière,,. Bien qu'il lance un record de 505 yards et trois touchdowns, Brady subit un nouveau revers en finale du championnat, les Patriots s'inclinant 41 à 33 contre les Eagles de Philadelphie.
La saison 2018 continue de renforcer la légende de Tom Brady et son statut de meilleur quarterback de l'histoire du football américain,. Face à une nouvelle génération de quarterbacks comme Patrick Mahomes, Deshaun Watson, Jared Goff ou Andrew Luck, Tom Brady prouve qu'il reste l'un des meilleurs joueurs à son poste malgré son âge avancé. Sa saison est marquée par un nouvel accomplissement : passer la barre des 1 000 yards à la course,,. Brady sort vainqueur d'un duel attendu face à Aaron Rodgers, considéré par certains comme plus talentueux, lui permettant d'avoir battu au moins une fois toutes les autres équipes de la ligue. Le 11 novembre, il se blesse au ligament collatéral tibial dans la rencontre contre les Texans de Houston, une blessure qui le freine sur la deuxième partie de la saison et qu'il tait jusqu'à la fin de la saison régulière.
En phase finale, Tom Brady élève encore son niveau dans une partie totalement dominée par les Patriots contre les Chargers de San Diego,. La semaine suivante, il mène parfaitement son attaque pour asphyxier les Chiefs de Kansas City et construire une avance de 14 à 0 à la mi-temps avant de conclure en fin de match en dirigeant son équipe dans l'en-but en prolongation, qualifiant les Patriots au Super Bowl pour la quatrième fois en cinq saisons,.
Le 4 février 2019, les Patriots remportent le Super Bowl LIII par le score de 13 à 3 et Brady devient ainsi le seul joueur à en avoir gagné six.

#### Fin de règne chez les Patriots (2019)
Le 4 août 2019, Brady signe une prolongation de contrat de deux ans d'une valeur de 70 millions de dollars, couvrant les saisons 2020 et 2021. Les termes du contrat permettent à Brady de devenir un agent libre après la saison 2019. Par rapport au plafond salarial des Patriots de 2019, Brady est le 6e joueur le mieux payé de l'équipe, avec 6,75 millions de dollars.
Brady entame sa 20e saison dans la NFL en réussissant 24 des 36 passes pour 341 yards et trois touchdowns dans une victoire de 33-3 sur les Steelers de Pittsburgh. La semaine suivante, dans une victoire de 43-0 contre les Dolphins de Miami, Brady a complété 20 des 28 passes pour 264 yards et deux touchdowns ; en outre, il marque également un touchdown à la course. Lors d'une victoire 33-7 contre les Redskins de Washington en semaine 5, Brady dépasse Brett Favre pour la troisième place sur la liste des yards de passes de tous les temps et termine à seulement 17 yards de son ancien rival Peyton Manning pour la deuxième place. Lors du premier drive de la semaine suivante, Brady dépasse Manning pour prendre la deuxième place sur la liste des meilleurs passeurs de tous les temps, derrière seulement Drew Brees. Cependant, il connaît des difficultés plus tard dans la saison, et les Patriots perdent trois matchs sur cinq après un départ à 8-0, y compris des défaites consécutives en 13e et 14e semaine contre les Texans de Houston et les Chiefs de Kansas City,. Le rating de passeur de Brady passe de la quatrième à la sixième place parmi les quarterbacks de l'histoire de la NFL. En semaine 15, contre les Bengals de Cincinnati, Brady passe à moins d'un touchdown de l'égalisation avec Peyton Manning sur la liste des passes de touchdowns de tous les temps avec 538. Lors de la victoire 34-13 des Patriots, qui assure à l'équipe une place en play-offs pour la 11e saison consécutive, Brady obtient 128 yards par la passe et deux touchdowns. Lors de la semaine 17 contre les Dolphins de Miami, Brady lance pour 221 yards, deux touchdowns et une interception qui est retournée pour un touchdown lors de la défaite 27-24, ce qui, combiné à une victoire des Chiefs, prive la Nouvelle-Angleterre d'une exemption du tour des wild cards pour la première fois en dix ans. Au cours du match, Brady dépasse Peyton Manning pour le deuxième plus grand nombre de passes de touchdown de l'histoire de la NFL, après avoir lancé son 540e touchdown en carrière.
Pour la première fois depuis 2008, l'année où il s'est déchiré le ligament croisé antérieur, Brady n'est pas sélectionné pour le Pro Bowl. Cependant, Sporting News le nomme « Athlète de la décennie de la NFL ».
Bien qu'ils terminent la saison régulière avec un bilan de 12 victoires pour 4 défaites et remportent un 11e titre consécutif de l'AFC East, les Patriots sont contraints de commencer leur parcours en phase finale par un match de barrage pour la première fois depuis 2009. Face aux Titans du Tennessee, ils doivent s'incliner sur le score de 20 à 13 après une dernière tentative de passe de Brady en fin de rencontre interceptée et retournée pour un touchdown décisif par son ancien coéquipier Logan Ryan. C'est la première fois depuis la saison 2010 que les Patriots sont éliminés dès leur première rencontre de phase finale et qu'ils n'atteignent pas la finale de la conférence AFC après huit participations consécutives.

#### Septième titre de champion avec les Buccaneers de Tampa Bay (2020-2022)

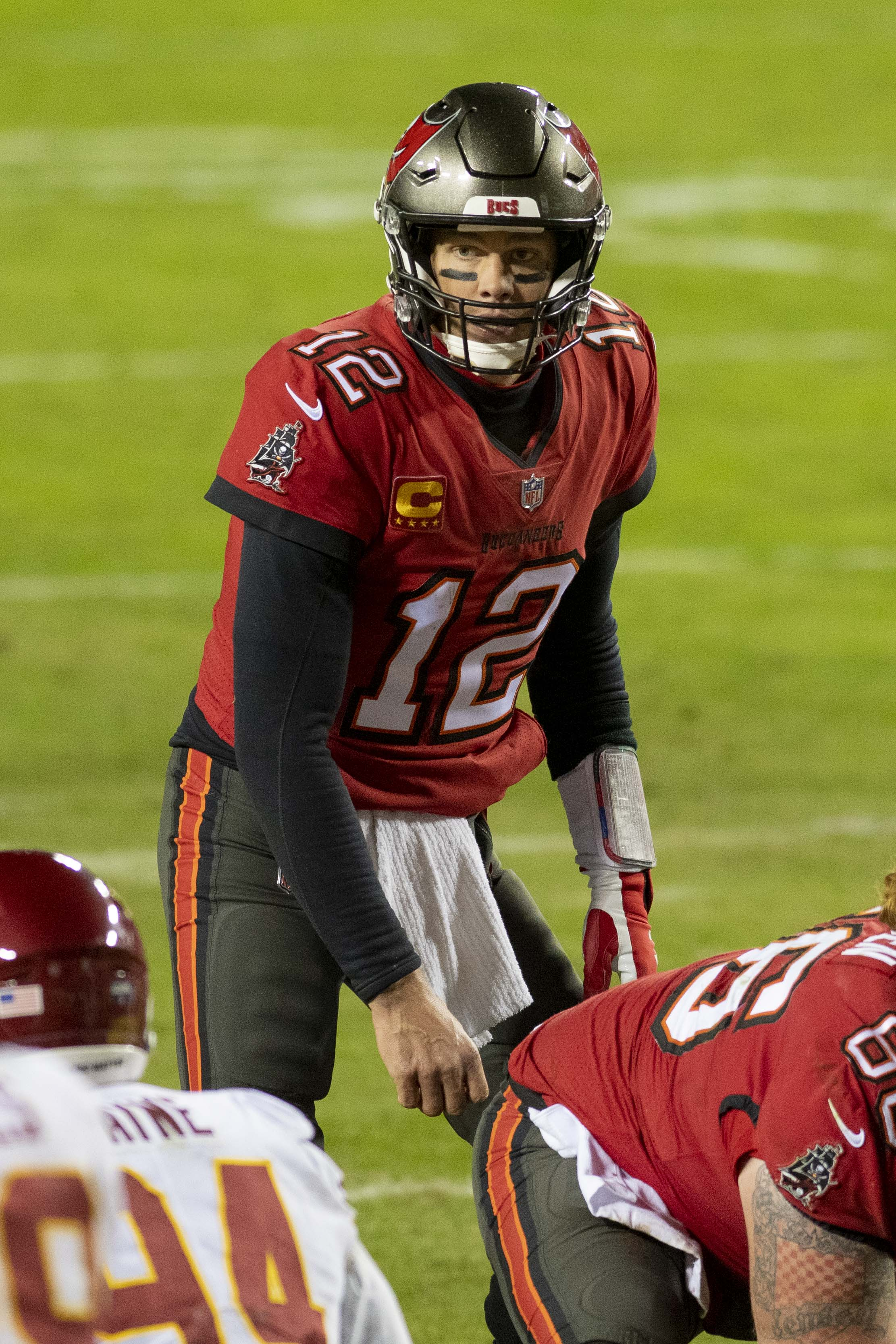
Tom Brady en 2021 sous le maillot des Buccaneers.

Après plusieurs semaines de spéculations sur la possible destination de Brady pour la saison 2020, le joueur annonce sur les réseaux sociaux qu'il ne retourne pas jouer sous les couleurs des Patriots, avant d'officialiser quelques jours plus tard qu'il rejoint les Buccaneers de Tampa Bay en acceptant le contrat de deux saisons d'un montant de 50 millions de dollars proposé par la franchise floridienne,. Cette décision est majeure pour Brady puisqu'il quitte la seule franchise et le seul entraîneur-principal qu'il ait toujours connus dans sa carrière pour une équipe des Bucs qui ne s'est pas qualifiée en match éliminatoire en treize ans et possède alors le pire bilan historique de la ligue (39,3% de victoires).
Son engagement chez les Buccaneers a un effet immédiat sur l'attractivité sportive de la franchise, son ancien coéquipier Rob Gronkowski sort de sa retraite sportive pour le rejoindre, l'équipe floridienne recrute les agents libres vedettes Leonard Fournette et Antonio Brown en cours de saison.
Tom Brady réussit sa saison 2020 au-delà des attentes placées en lui. Il contribue à la qualification de son équipe pour la phase finale en lançant pour 40 touchdowns en saison régulière. Il arrive à garder la mobilité et une anticipation suffisantes pour lui éviter d'être plaqué régulièrement. Il aide les Buccaneers à se qualifier en finale de la conférence NFC, une première depuis 2002. Éliminant les Packers de Green Bay lors de ce dernier match, les Buccaneers se qualifient pour participer au Super Bowl LV.
Le Super Bowl LV voit les Buccaneers recevoir dans leur stade les Chiefs de Kansas City, la ville de Tampa ayant été choisie pour accueillir le Super Bowl avant le début de la saison. Avec sa dixième participation au Super Bowl, Tom Brady, âgé de 43 ans, bat de nombreux records et étonne par sa longévité. Patrick Mahomes, le quarterback adverse, est de 18 ans son cadet. Le quarterback des Buccaneers et son équipe s'imposent sur le score de 31 à 9, Brady remportant sa septième bague de champion et son cinquième titre de meilleur joueur du Super Bowl en lançant deux touchdowns pour Rob Gronkowski et un autre pour Antonio Brown en première mi-temps,.
Plus détendu que jamais dans les célébrations suivant ce succès, le quarterback plaisante avec Joe Biden que « 40 % des gens pensent toujours que l'on n'a pas gagné » et qu'il a été surnommé « Sleepy Tom » après avoir oublié qu'il était en quatrième tentative,,.
À la fin du mois de septembre, Tom Brady retourne au Foxboro Stadium avec les Buccaneers pour y affronter son équipe historique des Patriots.
Le 1er février 2022, Tom Brady annonce officiellement sa retraite après 22 saisons dans la NFL,. Néanmoins, le 13 mars 2022, il annonce qu'il a décidé de sortir de sa retraite pour reprendre son poste de quarterback chez les Buccaneers de Tampa Bay. Brady devient ainsi le plus vieux quarterback titulaire de l'histoire de la NFL en jouant le premier match de la saison 2022 des Buccaneers. En 9e semaine, il devient le premier quarterback à avoir gagné au moins 100 000 yards à la passe en carrière. La semaine suivante, il remporte 21 à 16 le match joué contre les Seahawks de Seattle en Allemagne et devient le premier quarterback a remporter un match de NFL dans trois pays autres que les États-Unis (victoires au Mexique et en Angleterre avec les Patriots).
Le 1er février 2023, Brady annonce prendre définitivement sa retraite de la NFL.

### Carrière journalistique
Le 12 mars 2022, la chaine de télévision Fox Sports annonce que Brady va rejoindre leur réseau en tant que commentateur sportif, Brady sera payé un total de 375 millions de dollars répartis sur 10 ans faisant de lui le commentateur sportif le mieux payé de l'historie. Ses premières interventions sur cette chaine ont lieu lors du deuxième quart-temps de la finale du championnat 2024 de l'UFL. Il effectue également ses débuts sur la chaine NFL on Fox aux côtés de Kevin Burkhardt (en) pour le commencement de la saison 2024 de la NFL. Brady a également fait partie de l'équipe de la Fox lors de la retransmission du Super Bowl LIX
La NFL a cependant imposé plusieurs restrictions à Brady après qu'il ait déposé une offre pour devenir copropriétaire des Raiders de Las Vegas. Il ne peut pas ainsi assister aux réunions de production, en personne ou en ligne, ni accéder aux installations de l'équipe, aux entraîneurs ou aux joueurs. Il doit également respecter les règles de la constitution et du règlement intérieur de la NFL qui interdisent aux propriétaires actuels (ou potentiels) de critiquer publiquement les arbitres et les autres équipes.

## Statistiques

### Universitaires
Tom Brady a passé sa carrière universitaire à l'université du Michigan et a joué pour les Wolverines de 1996 à 1999.
| Année  | Équipe   | MJ |         | Passes   | Passes | Passes | Passes | Passes | Passes | Passes  |       | Courses | Courses | Courses | Courses |
| Année  | Équipe   | MJ | Tentées | Réussies | Pct.   | Yards  | TD     | Int.   | Éval.  | Tentées | Yards | Moy.    | TD      |         |         |
| 1996   | Michigan | 02 | 05      | 03       | 60,0   | 026    | 0      | 01     | 063,7  | -       | -     | -       | -       |         |         |
| 1997   | Michigan | 04 | 015     | 012      | 80,0   | 0103   | 0      | 0      | 137,7  | 02      | -014  | -7,0    | 0       |         |         |
| 1998   | Michigan | 12 | 323     | 200      | 61,9   | 2 427  | 14     | 10     | 133,1  | 54      | -105  | -1,9    | 2       |         |         |
| 1999   | Michigan | 11 | 295     | 180      | 61,0   | 2 217  | 16     | 06     | 138,0  | 34      | -031  | -0,9    | 1       |         |         |
| Totaux | Totaux   | 29 | 638     | 395      | 61,9   | 4 773  | 30     | 17     | 134,9  | 90      | -150  | -1,7    | 3       |         |         |

### Professionnelles
Tom Brady a joué pour les Patriots de la Nouvelle-Angleterre pendant 20 saisons puis a signé chez les Buccaneers de Tampa Bay. Il joue au poste de quarterback. Les statistiques dans les tableaux suivants mesurent ses différentes performances à ce poste.
Il est à noter que Tom Brady a réceptionné trois passes en carrière sur des jeux piégés : la première en 2001 pour un gain de 23 yards sur une passe de Kevin Faulk contre les Dolphins de Miami, une deuxième en 2015 sur une passe de Danny Amendola contre les Eagles de Philadelphie pour une avancée de 36 yards et une troisième de 6 yards en 2018 sur une passe de Julian Edelman.
Brady a également compilé onze plaquages en carrière pour arrêter l'avancée adverse sur des pertes de balles offensives. Il a également botté deux punts en carrière, le premier pour 36 yards en 2003 et le deuxième pour 32 yards en 2013 contre les Broncos de Denver.

#### Saison régulière
| Année  | Équipe     | MJ  |         | Passes   | Passes | Passes | Passes | Passes | Passes | Passes  |       | Courses | Courses | Courses | Courses |     | Sacks  | Sacks |  | Fumbles | Fumbles |
| Année  | Équipe     | MJ  | Tentées | Réussies | Pct.   | Yards  | TD     | Int.   | Éval.  | Tentées | Yards | Moy.    | TD      | Nb.     | Yards   | Nb. | Perdus |       |  |         |         |
| 2000   | Patriots   | 01  | 03      | 01       | 33,3   | 06     | 0      | 0      | 042,4  | 0       | 0     | 0,0     | 0       | 0       | 0       | 0   | 0      |       |  |         |         |
| 2001   | Patriots   | 15  | 413     | 264      | 63,9   | 2 843  | 18     | 12     | 086,5  | 36      | 043   | 1,2     | 0       | 41      | 216     | 12  | 4      |       |  |         |         |
| 2002   | Patriots   | 16  | 601     | 373      | 62,1   | 3 764  | 28     | 14     | 085,7  | 42      | 110   | 2,6     | 1       | 31      | 190     | 11  | 5      |       |  |         |         |
| 2003   | Patriots   | 16  | 527     | 317      | 60,2   | 3 620  | 23     | 12     | 085,9  | 42      | 063   | 1,5     | 1       | 32      | 219     | 13  | 3      |       |  |         |         |
| 2004   | Patriots   | 16  | 474     | 288      | 60,8   | 3 692  | 28     | 14     | 092,6  | 43      | 028   | 0,7     | 0       | 26      | 162     | 07  | 1      |       |  |         |         |
| 2005   | Patriots   | 16  | 550     | 334      | 63,0   | 4 110  | 26     | 14     | 092,3  | 27      | 089   | 3,3     | 1       | 26      | 188     | 04  | 0      |       |  |         |         |
| 2006   | Patriots   | 16  | 516     | 319      | 61,8   | 3 529  | 24     | 12     | 087,9  | 49      | 102   | 2,1     | 0       | 26      | 175     | 12  | 1      |       |  |         |         |
| 2007   | Patriots   | 16  | 578     | 398      | 68,9   | 4 806  | 50     | 08     | 117,2  | 37      | 098   | 2,6     | 2       | 21      | 128     | 06  | 1      |       |  |         |         |
| 2008   | Patriots   | 01  | 011     | 07       | 63,6   | 076    | 0      | 0      | 083,9  | 0       | 0     | 0,0     | 0       | 0       | 0       | 0   | 0      |       |  |         |         |
| 2009   | Patriots   | 16  | 565     | 371      | 65,7   | 4 398  | 28     | 13     | 096,2  | 29      | 044   | 1,5     | 1       | 16      | 086     | 04  | 0      |       |  |         |         |
| 2010   | Patriots   | 16  | 492     | 324      | 65,9   | 3 900  | 36     | 04     | 111,0  | 31      | 030   | 1,0     | 1       | 25      | 175     | 03  | 1      |       |  |         |         |
| 2011   | Patriots   | 16  | 611     | 401      | 65,6   | 5 235  | 39     | 12     | 105,6  | 43      | 109   | 2,5     | 3       | 32      | 173     | 06  | 3      |       |  |         |         |
| 2012   | Patriots   | 16  | 537     | 401      | 63,0   | 4 827  | 34     | 08     | 098,7  | 23      | 032   | 1,4     | 4       | 27      | 182     | 02  | 1      |       |  |         |         |
| 2013   | Patriots   | 16  | 628     | 380      | 60,5   | 4 343  | 25     | 11     | 087,3  | 32      | 018   | 0,6     | 0       | 40      | 256     | 10  | 5      |       |  |         |         |
| 2014   | Patriots   | 16  | 582     | 373      | 64,1   | 4 109  | 33     | 09     | 097,4  | 36      | 057   | 1,6     | 0       | 21      | 134     | 06  | 1      |       |  |         |         |
| 2015   | Patriots   | 16  | 624     | 402      | 64,4   | 4 770  | 36     | 07     | 102,2  | 34      | 053   | 1,6     | 3       | 38      | 225     | 06  | 2      |       |  |         |         |
| 2016   | Patriots   | 12  | 432     | 291      | 67,4   | 3 554  | 28     | 02     | 112,2  | 28      | 064   | 2,3     | 0       | 15      | 087     | 05  | 4      |       |  |         |         |
| 2017   | Patriots   | 16  | 581     | 385      | 66,3   | 4 577  | 32     | 08     | 102,8  | 25      | 028   | 1,1     | 0       | 35      | 201     | 07  | 2      |       |  |         |         |
| 2018   | Patriots   | 16  | 570     | 375      | 65,8   | 4 355  | 29     | 11     | 097,7  | 23      | 035   | 1,5     | 2       | 21      | 147     | 04  | 0      |       |  |         |         |
| 2019   | Patriots   | 16  | 613     | 373      | 60,8   | 4 057  | 24     | 08     | 088,0  | 26      | 034   | 1,3     | 3       | 27      | 185     | 04  | 5      |       |  |         |         |
| 2020   | Buccaneers | 16  | 610     | 401      | 65,7   | 4 633  | 40     | 12     | 102,2  | 30      | 06    | 0,2     | 3       | 21      | 143     | 04  | 3      |       |  |         |         |
| 2021   | Buccaneers | 17  | 719     | 485      | 67,5   | 5 313  | 43     | 12     | 102,1  | 28      | 081   | 2,9     | 2       | 22      | 144     | 04  | 1      |       |  |         |         |
| 2022   | Buccaneers | 17  | 733     | 490      | 66,8   | 4 694  | 25     | 09     | 090,7  | 29      | 0-1   | 0,0     | 1       | 22      | 160     | 05  | 1      |       |  |         |         |
| Totaux | Totaux     | 335 | 12 050  | 7 753    | 64,3   | 89 214 | 649    | 212    | 97,2   | 693     | 1 123 | 1,6     | 28      | 565     | 3 576   | 134 | 44     |       |  |         |         |

#### Phase finale
| Année  | Équipe     | MJ |         | Passes   | Passes | Passes | Passes | Passes | Passes | Passes  |       | Courses | Courses | Courses | Courses |     | Sacks  | Sacks |  | Fumbles | Fumbles |
| Année  | Équipe     | MJ | Tentées | Réussies | Pct.   | Yards  | TD     | Int.   | Éval.  | Tentées | Yards | Moy.    | TD      | Nb.     | Yards   | Nb. | Perdus |       |  |         |         |
| 2001   | Patriots   | 3  | 097     | 60       | 61,9   | 0572   | 01     | 1      | 077,3  | 08      | 22    | 2,8     | 1       | 5       | 36      | 1   | 1      |       |  |         |         |
| 2003   | Patriots   | 3  | 126     | 75       | 59,5   | 0792   | 5      | 02     | 084,5  | 12      | 18    | 1,5     | 0       | 0       | 0       | 0   | 0      |       |  |         |         |
| 2004   | Patriots   | 3  | 081     | 55       | 67,9   | 0587   | 05     | 0      | 109,4  | 07      | 03    | 0,4     | 1       | 7       | 57      | 1   | 0      |       |  |         |         |
| 2005   | Patriots   | 2  | 063     | 35       | 55,6   | 0542   | 04     | 2      | 092,2  | 03      | 08    | 2,7     | 0       | 4       | 12      | 1   | 2      |       |  |         |         |
| 2006   | Patriots   | 3  | 119     | 70       | 58,8   | 0724   | 05     | 4      | 076,5  | 08      | 18    | 2,2     | 0       | 4       | 22      | 2   | 0      |       |  |         |         |
| 2007   | Patriots   | 3  | 109     | 77       | 70,6   | 0737   | 06     | 3      | 096,0  | 04      | - 1   | -0,2    | 0       | 8       | 52      | 1   | 0      |       |  |         |         |
| 2009   | Patriots   | 1  | 042     | 23       | 54,8   | 0154   | 02     | 3      | 049,1  | 0       | 0     | 0,0     | 0       | 3       | 22      | 1   | 0      |       |  |         |         |
| 2010   | Patriots   | 1  | 045     | 29       | 64,4   | 0299   | 02     | 1      | 089,0  | 02      | 02    | 1,0     | 0       | 5       | 40      | 1   | 0      |       |  |         |         |
| 2011   | Patriots   | 3  | 111     | 75       | 67,6   | 0878   | 08     | 4      | 100,4  | 09      | 10    | 1,1     | 1       | 3       | 15      | 0   | 0      |       |  |         |         |
| 2012   | Patriots   | 2  | 094     | 54       | 57,4   | 0664   | 04     | 2      | 084,7  | 03      | 04    | 1,3     | 0       | 1       | 09      | 0   | 0      |       |  |         |         |
| 2013   | Patriots   | 2  | 063     | 37       | 58,7   | 0475   | 01     | 0      | 087,7  | 03      | 06    | 2,0     | 1       | 4       | 34      | 1   | 0      |       |  |         |         |
| 2014   | Patriots   | 3  | 135     | 93       | 68,9   | 0921   | 10     | 4      | 100,3  | 09      | 13    | 1,4     | 1       | 3       | 16      | 0   | 0      |       |  |         |         |
| 2015   | Patriots   | 2  | 098     | 55       | 56,1   | 0612   | 03     | 2      | 076,6  | 09      | 19    | 2,1     | 1       | 4       | 18      | 0   | 0      |       |  |         |         |
| 2016   | Patriots   | 3  | 142     | 93       | 65,5   | 1 137  | 07     | 3      | 097,7  | 09      | 13    | 1,4     | 0       | 9       | 42      | 0   | 0      |       |  |         |         |
| 2017   | Patriots   | 3  | 139     | 89       | 64,0   | 1 132  | 08     | 0      | 108,6  | 07      | 08    | 1,1     | 0       | 4       | 27      | 1   | 0      |       |  |         |         |
| 2018   | Patriots   | 3  | 125     | 85       | 68,0   | 0953   | 02     | 3      | 085,5  | 05      | - 4   | -0,8    | 0       | 1       | 09      | 1   | 0      |       |  |         |         |
| 2019   | Patriots   | 1  | 037     | 20       | 54,1   | 0209   | 0      | 1      | 059,4  | 0       | 0     | 0,0     | 0       | 0       | 0       | 0   | 0      |       |  |         |         |
| 2020   | Buccaneers | 4  | 138     | 81       | 58,7   | 1 061  | 10     | 3      | 098,1  | 13      | - 3   | 0,2     | 1       | 6       | 37      | 2   | 2      |       |  |         |         |
| 2021   | Buccaneers | 2  | 091     | 59       | 64,8   | 0600   | 03     | 1      | 090,0  | 01      | 0     | 0,0     | 0       | 7       | 49      | 1   | 0      |       |  |         |         |
| 2022   | Buccaneers | 1  | 066     | 35       | 53,0   | 0351   | 02     | 1      | 072,2  | 0       | 0     | 0,0     | 0       | 2       | 17      | 1   | 1      |       |  |         |         |
| Totaux | Totaux     | 48 | 1 921   | 1 200    | 62,5   | 13 400 | 88     | 40     | 89,8   | 114     | 133   | 1,2     | 7       | 81      | 512     | 16  | 6      |       |  |         |         |

##### Super Bowls
| Édition | Franchise  | Adversaire              |          | Passes  | Passes | Passes | Passes | Passes | Passes | Passes     | Passes  |       | Courses | Courses | Courses | Courses |
| Édition | Franchise  | Adversaire              | Réussies | Tentées | Pct    | Yards  | Y/T    | TD     | Int    | Évaluation | Tentées | Yards | Moyenne | TD      |         |         |
| XXXVI   | Patriots   | Rams de Saint-Louis     | 16       | 27      | 59,3   | 145    | 0 5,4  | 1      | 0      | 086,2      | 1       | 03    | 03,0    | 0       |         |         |
| XXXVIII | Patriots   | Panthers de la Caroline | 32       | 48      | 66,7   | 354    | 07,4   | 3      | 1      | 100,5      | 2       | 12    | 06,0    | 0       |         |         |
| XXXIX   | Patriots   | Eagles de Philadelphie  | 23       | 33      | 69,7   | 236    | 07,2   | 2      | 0      | 110,2      | 1       | - 1   | - 1,0   | 0       |         |         |
| XLII    | Patriots   | Giants de New York      | 29       | 48      | 60,4   | 266    | 05,5   | 1      | 0      | 082,5      | 0       | 0     | 00,0    | 0       |         |         |
| XLVI    | Patriots   | Giants de New York      | 27       | 41      | 65,9   | 276    | 06,7   | 2      | 1      | 091,5      | 0       | 0     | 00,0    | 0       |         |         |
| XLIX    | Patriots   | Seahawks de Seattle     | 37       | 50      | 74,0   | 328    | 06,6   | 4      | 2      | 101,1      | 2       | - 3   | - 1,5   | 0       |         |         |
| LI      | Patriots   | Falcons d'Atlanta       | 43       | 62      | 69,4   | 466    | 07,5   | 2      | 1      | 095,2      | 1       | 15    | 15,0    | 0       |         |         |
| LII     | Patriots   | Eagles de Philadelphie  | 28       | 48      | 58,3   | 505    | 10,5   | 3      | 0      | 115,4      | 1       | 06    | 06,0    | 0       |         |         |
| LIII    | Patriots   | Rams de Los Angeles     | 21       | 35      | 60,0   | 262    | 07,5   | 0      | 1      | 071,4      | 2       | - 2   | - 1,0   | 0       |         |         |
| LV      | Buccaneers | Chiefs de Kansas City   | 21       | 29      | 72,4   | 201    | 06,9   | 3      | 0      | 125,8      | 4       | - 2   | - 0,5   | 0       |         |         |
| Total   | Total      | Total                   | 277      | 421     | 65,8   | 3039   | 07,2   | 21     | 6      | 095,6      | 14      | 28    | 02,0    | 0       |         |         |

Légende des couleurs
- Victoire au Super Bowl
- MVP du Super Bowl

### Baseball
Tom Brady joue comme receveur à l'école secondaire de San Mateo. En deux ans, il frappe huit coups de circuit et a une moyenne au bâton de ,311. Brady est un jeune receveur qui lance la balle de la main droite mais frappe en position de gaucher. Désigné capitaine de l'équipe lors de sa dernière année, Brady est nommé dans la meilleure équipe du district. Les recruteurs viennent l'observer et l'un d'entre eux, John Hughes des Expos de Montréal, pense qu'il a tout pour devenir un grand joueur de baseball.
Lors de la draft 1995 de la Ligue majeure de baseball, Tom Brady est sélectionné par les Expos de Montréal en 18e ronde. Il choisit de ne pas signer son contrat et de devenir quarterback pour l'université du Michigan. Brady n'a donc joué aucun match dans la ligue de baseball. En 2004, la franchise de Montréal déménage à Washington où elle devient les Nationals de Washington. Cependant, les Expos (Nationals de Washington) détiennent toujours les droits de Tom Brady en Ligue majeure de baseball.

## Palmarès et records

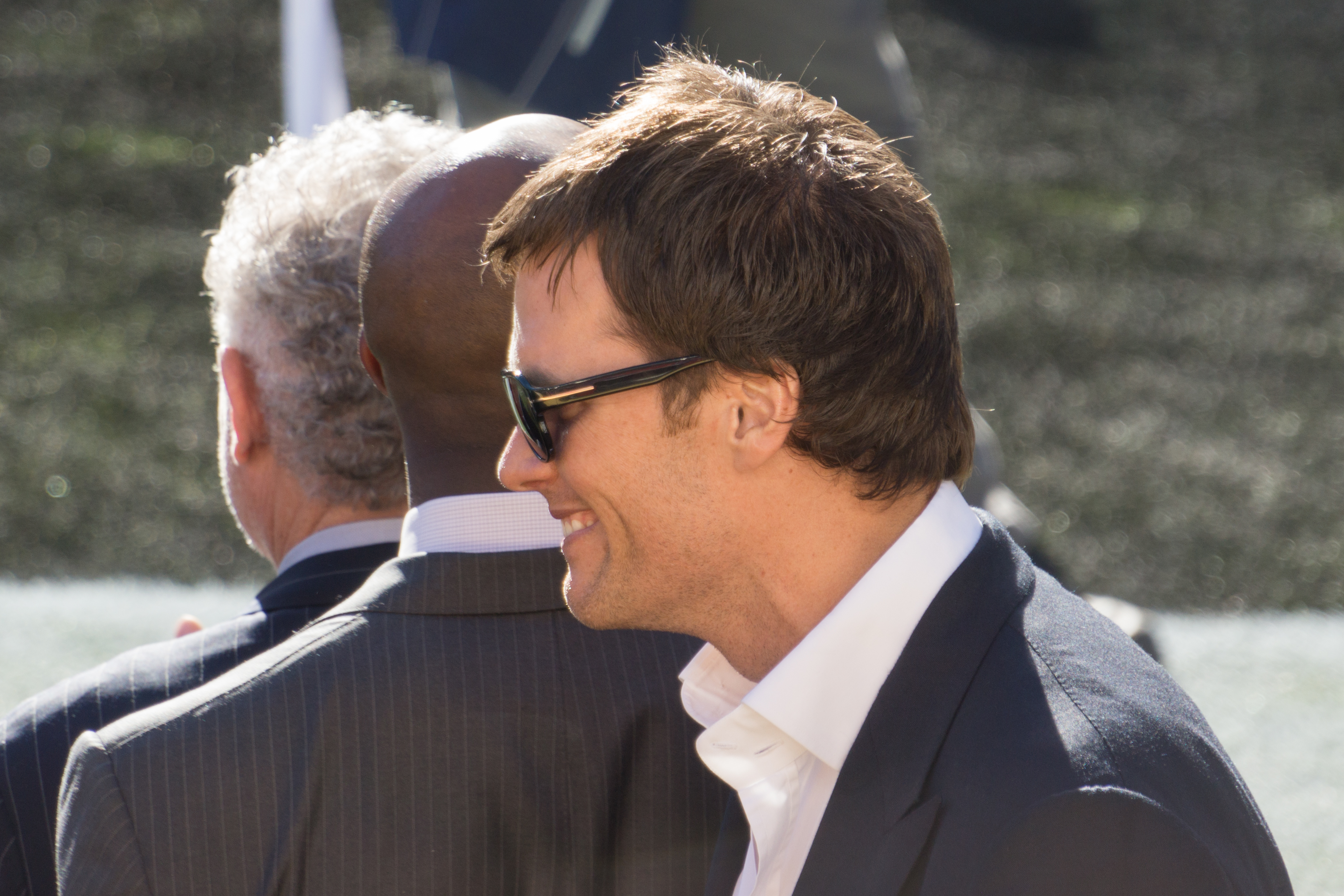
Tom Brady en costume lors du Super Bowl 50 pour célébrer les meilleurs joueurs de l'histoire de la ligue.

Tom Brady s'est rapidement construit l'un des plus beaux palmarès de l'histoire du football américain en remportant trois Super Bowls lors de ses cinq premières saisons dans la ligue (XXXVI, XXXVIII, XXXIX). Il ajoute trois autres victoires au Super Bowl une décennie plus tard lors des Super Bowl XLIX, LI et LIII pour devenir le quarterback ayant remporté le plus grand nombre de Super Bowls. Il est désigné MVP (Most Valuable Player, Meilleur joueur) lors de cinq des sept succès (XXXVI, XXXVIII, XLIX, LI et LV), un record qu'il détient seul. Ses dix participations au Super Bowl sont un record et lui permettent de détenir les principaux records liés au poste de quarterback : plus grand nombre de passes tentées (421) et réussies (277), plus grand nombre de touchdowns lancés (21), plus grand nombre de yards à la passe (3039) mais également le plus grand nombre de passes complétées dans un seul Super Bowl (43).
Le 6 novembre 2022, lors du match joué par les Buccaneers contre les Rams de Los Angeles, Tom Brady devient le premier joueur de l'histoire de la NFL à gagner plus de 100 000 yards à la passe sur une carrière.
Ses succès entre 2001 et 2004 impliquent également de nombreux records et notamment le plus grand nombre de victoires consécutives en séries éliminatoires avec dix unités, qui est également un record pour un débutant. Sa régularité au haut niveau fait de Tom Brady le joueur ayant joué le plus grand nombre de matchs de séries éliminatoires (41) et le plus victorieux en tant que quarterback (30). De nouveau, il détient tous les records en playoffs pour le poste : plus grand nombre de passes tentées (1 626) et réussies (1 025), plus grand nombre de touchdowns (73), plus grand nombre de yards gagnés (11 388). Sa longévité dans la ligue et dans la même équipe des Patriots de la Nouvelle-Angleterre est rare. Il est le dernier joueur sélectionné lors de la draft 2000 de la NFL à jouer dans le club qui l'a sélectionné. Tom Brady est le premier joueur de l’histoire de la NFL à remporter le Super Bowl dans trois décennies différentes (2000, 2010, 2020).
Tom Brady fait partie de l'équipe-type du centenaire de la NFL (en) révélée en 2019. Avant le Super Bowl LIV, une cérémonie est organisée afin de présenter les joueurs et personnalités sélectionnées. Tom Brady pose en compagnie des six quarterbacks survivants : Joe Montana, Peyton Manning, Brett Favre, John Elway, Roger Staubach et Dan Marino.
Après avoir remporté son septième Super Bowl en 2021, il est désigné meilleur joueur NFL et athlète de l'année lors de la cérémonie des ESPY Awards. Le quarterback a déjà été élu meilleur joueur NFL de l'année aux ESPYs à deux reprises auparavant en 2008 et 2018. Toujours en 2021, le magazine Time l'inclut dans son classement des 100 personnalités les plus influentes de l'année. Le magazine Sports Illustrated a reconnu Tom Brady comme le sportif de l'année en 2005 et 2021, alors qu'Associated Press l'a désigné Sportif de l'année en 2007.

## Profil de jeu et personnalité

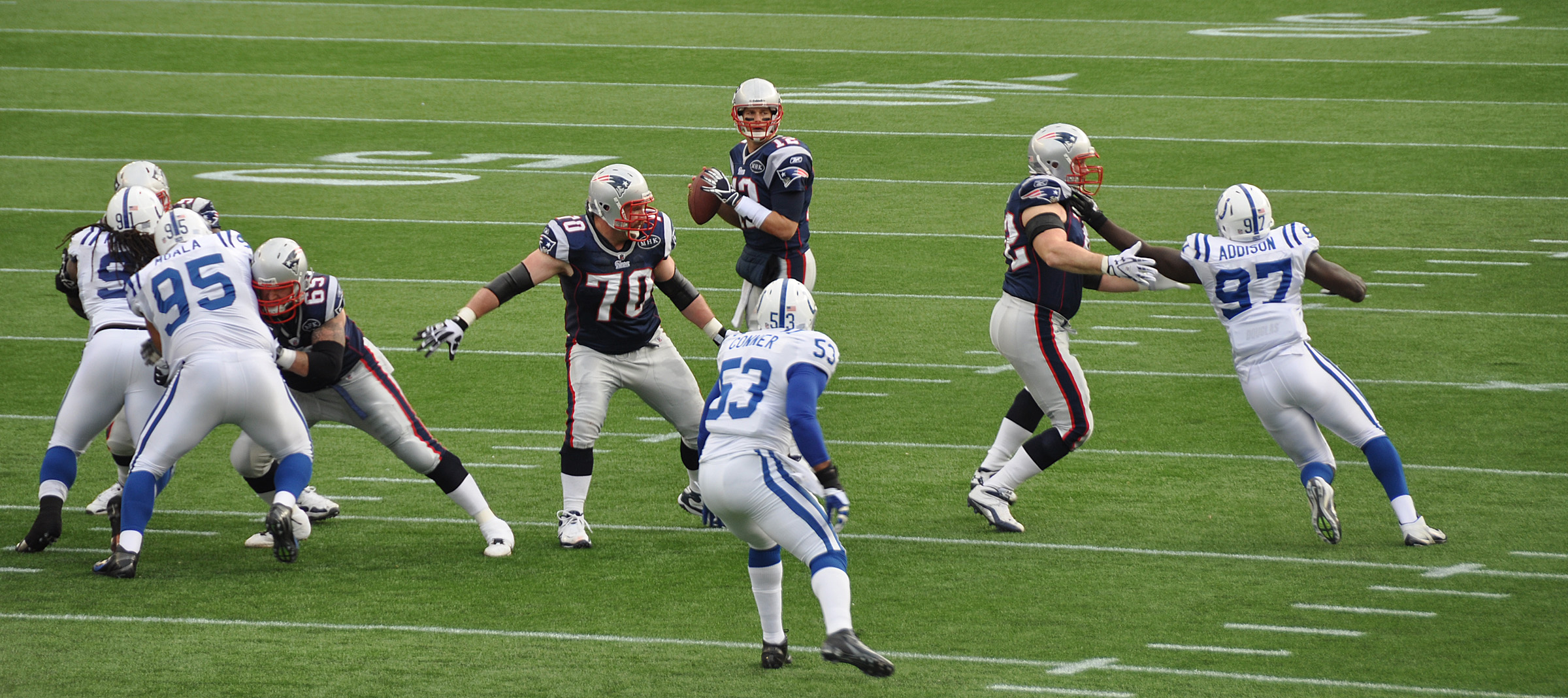
Tom Brady dans sa poche protégé par sa ligne offensive.

Le profil de jeu du quarterback Tom Brady consiste à rester dans sa poche et à distribuer le jeu entre ses coureurs et ses receveurs. Sa présence dans la poche est excellente, son lancer de balle est rapide, ce qui lui permet d'être l'un des meilleurs passeurs de la National Football League (NFL). En moyenne, il lui faut 0,39 seconde pour relâcher sa balle à environ 98 km/h.
Il est connu pour être peu mobile, cela lui permet d'avoir souvent plus d'espaces pour courir. Sa longévité dans la ligue est liée à ce style de jeu qui l'expose moins. Son intelligence de jeu est importante et sa mémoire l'aide à jouer au plus juste, si bien que son ancien coordinateur offensif Bill O'Brien l'a surnommé « The IBM ». Perfectionniste, il remet constamment en question son niveau de jeu.
Tom Brady est également connu pour être particulièrement efficace sur un jeu appelé le QB Sneak qui consiste à gagner peu de gains en avançant la balle sous le bras derrière un linebacker ou par-dessus la défense adverse. Sa vitesse d'exécution de moins d'une seconde lui permet de gagner de nouvelles tentatives plus de neuf fois sur dix.
Tom Brady est connu pour son humilité et sa discrétion. Non tatoué, il cultive l'image du gendre idéal. Cependant, les affaires d'espionnage des adversaires — Spygate — et du dégonflage des ballons — Deflategate —, qui l'impliquent indirectement, nuisent à son image. Après ces évènements, Tom Brady divise fortement l'opinion, étant à la fois le quarterback préféré et le plus détesté des supporters NFL selon une étude de Public Policy Polling,,. Cette situation est liée à plusieurs facteurs comme les affaires, la géographie de la franchise ou encore la jalousie envers Brady.
Une des qualités reconnues de Tom Brady est également son altruisme, notamment à la fin de sa carrière. Pour donner plus de chances à son équipe de gagner, il n'hésite pas à restructurer son contrat pour donner plus de flexibilité financière aux Patriots afin de recruter d'autres joueurs,. Ces concessions financières font de lui l'un des joueurs les plus rentables de la National Football League.

## Aspects financiers
Le tableau ci-dessous récapitule les revenus en carrière de Tom Brady avec les Patriots de la Nouvelle-Angleterre.
| Année | Équipe     |                      | Salaire fixe  |                | Bonus                    | Bonus        | Bonus         | Bonus | Total |
| Année | Équipe     | Bonus à la signature | Salaire fixe  | Bonus effectif | Bonus de restructuration | Autres bonus |               |       | Total |
| 2000  | Patriots   | 193 000 $            | 38 500 $      | -              | -                        | -            | 231 500 $     |       |       |
| 2001  | Patriots   | 298 000 $            | -             | -              | -                        | 74 160 $     | 372 160 $     |       |       |
| 2002  | Patriots   | 375 000 $            | 3 500 000 $   | -              | -                        | 3 780 $      | 3 878 780 $   |       |       |
| 2003  | Patriots   | 450 000 $            | -             | -              | 2 675 000 $              | 6 004 700 $  | 9 129 700 $   |       |       |
| 2004  | Patriots   | 535 000 $            | -             | -              | 4 965 000 $              | 504 200 $    | 6 004 200 $   |       |       |
| 2005  | Patriots   | 1 000 000 $          | 10 000 000 $  | -              | -                        | 1 004 180 $  | 12 004 180 $  |       |       |
| 2006  | Patriots   | 4 000 000 $          | 4 500 000 $   | -              | -                        | 5 504 840 $  | 14 004 840 $  |       |       |
| 2007  | Patriots   | 720 000 $            | -             | -              | 5 280 000 $              | 6 505 160 $  | 12 505 160 $  |       |       |
| 2008  | Patriots   | 5 000 000 $          | -             | 3 000 000 $    | -                        | 1 320 $      | 8 001 320 $   |       |       |
| 2009  | Patriots   | 5 000 000 $          | -             | 3 000 000 $    | -                        | -            | 8 000 000 $   |       |       |
| 2010  | Patriots   | 7 500 000 $          | 6 000 000 $   | 3 000 000 $    | -                        | -            | 16 500 000 $  |       |       |
| 2011  | Patriots   | 5 750 000 $          | 10 000 000 $  | 4 000 000 $    | -                        | -            | 19 750 000 $  |       |       |
| 2012  | Patriots   | 950 000 $            | -             | 6 000 000 $    | 4 800 000 $              | 250 000 $    | 12 000 000 $  |       |       |
| 2013  | Patriots   | 1 000 000 $          | 10 000 000 $  | 2 000 000 $    | -                        | -            | 13 000 000 $  |       |       |
| 2014  | Patriots   | 2 000 000 $          | 15 000 000 $  | 2 000 000 $    | -                        | -            | 19 000 000 $  |       |       |
| 2015  | Patriots   | 8 000 000 $          | 5 000 000 $   | -              | -                        | 10 663 $     | 13 010 663 $  |       |       |
| 2016  | Patriots   | 764 705 $            | 14 000 000 $  | -              | -                        | 9 596 $      | 14 774 301 $  |       |       |
| 2017  | Patriots   | 1 000 000 $          | 14 000 000 $  | -              | -                        | -            | 15 000 000 $  |       |       |
| 2018  | Patriots   | 4 000 000 $          | -             | 1 000 000 $    | 10 000 000 $             | -            | 15 000 000 $  |       |       |
| 2019  | Patriots   | 1 750 000 $          | 20 250 000 $  | 1 000 000 $    | -                        | -            | 23 000 000 $  |       |       |
| 2020  | Buccaneers | 15 000 000 $         | -             | 10 000 000 $   | -                        | 3 375 000 $  | 28 375 000 $  |       |       |
| 2021  | Buccaneers | 1 075 000 $          | 35 000 000 $  | 1 470 588 $    | -                        | 1 875 000 $  | 39 420 588 $  |       |       |
| 2022  | Buccaneers | 1 120 000 $          | 28 880 000 $  | -              | -                        | -            | 30 000 000 $  |       |       |
| Total | Total      | 67 480 705 $         | 176 168 500 $ | 36 470 588 $   | 27 720 000 $             | 25 122 599 $ | 332 962 392 $ |       |       |

En 2013, les contrats de Brady avec les marques commerciales Ugg, Movado et Vitaminwater, lui permettent de percevoir la somme de 7 millions de dollars. Ces marques utilisent l'image de Tom Brady pour vendre des produits de luxe. En 2017, Brady signe un contrat d'image avec Aston Martin pour conduire et promouvoir l'Aston Martin DB11. Dans ce cadre de ce contrat, le joueur participe également à la conception d'une édition spéciale de la Vanquish S dont la production est prévue d'être limitée à 12 modèles.

## Brady dans la culture populaire

### Rivalité avec les frères Manning
Durant toute sa carrière, Tom Brady voit sa rivalité avec Peyton Manning grandir. En plus d'être les deux meilleurs quarterbacks de leur génération, le parcours des deux joueurs se croisent à de nombreuses reprises depuis leur arrivée dans la ligue en 1998 pour Manning et 2000 pour Brady. En effet, le nombre de duels entre les deux joueurs s'élève à 17 et même s'ils ne s'affrontent pas directement, puisqu'ils ne sont jamais en même temps sur le terrain, leur rivalité est considérée comme l'une des plus grandes du sport,. Chaque quarterback jouant contre la défense adverse, différente, il est difficile de comparer les performances des deux joueurs mais le débat reste récurrent.
Au départ, tout les oppose, Manning est choisi numéro 1 et est de suite considéré comme un joueur talentueux alors que Brady est sélectionné au 199e rang et doit sa notoriété à ses trois Super Bowls remportés en quatre saisons. Tom Brady commence son premier match titulaire en carrière contre les Colts d'Indianapolis de Peyton Manning et l'emporte sur le large score de 44 à 13,. Dans leurs duels l'un contre l'autre, Brady domine régulièrement Manning et mène par 11 succès à 6. Manning détient la majorité des records en saison régulière et Brady ceux en séries éliminatoires.
Financièrement, les deux joueurs se mènent également une bataille. Peyton Manning est le joueur le plus payé de l'histoire de la National Football League, devant son frère Eli, et Tom Brady.
Les deux joueurs ont un profond respect l'un pour l'autre, respectant le talent de l'autre. Manning dit à propos de Tom Brady : « J'ai un grand respect pour la manière avec laquelle il joue le poste [de quarterback]. Il prend soin de lui physiquement et répond toujours à l'appel, à chaque saison et toutes les semaines. Il y a définitivement un grand respect de ma part et j'apprécie ce qu'il dit de moi également »,.
En 2014, après le Deflategate, des courriels de Tom Brady sont dévoilés au public dans lesquels il écrit que « Manning a besoin que tout soit parfait pour réussir, la météo, son système, etc. »,. Il écrit également dans un autre courriel en parlant de Manning : « J'ai encore 7 ou 8 années. Il lui en reste 2. C'est le dernier chapitre. »,. Les deux joueurs s'apprécient en dehors des terrains, dînant à Boston ou jouant au golf ensemble en Californie.
Tom Brady créé également une rivalité avec le frère de Peyton Manning, Eli Manning, à la suite des Super Bowls XLII et XLVI qu'il perd face à lui. Ce dernier est choisi premier choix en 2004 et est le quarterback qui barre la route de la saison parfaite de Brady en 2007. Tom Brady est alors invaincu avec un bilan de 18 victoires sans défaite et Eli réussit au Super Bowl une performance historique pour réaliser l'une des plus importantes surprises de l'histoire du Super Bowl. En 2011, il domine à nouveau Brady au Super Bowl avec un touchdown de dernière minute. Inconsistant durant toute sa carrière, Eli Manning reste comme la « bête noire » de Tom Brady et est l'un des seuls quarterbacks à avoir un bilan positif contre Brady.

### Image médiatique

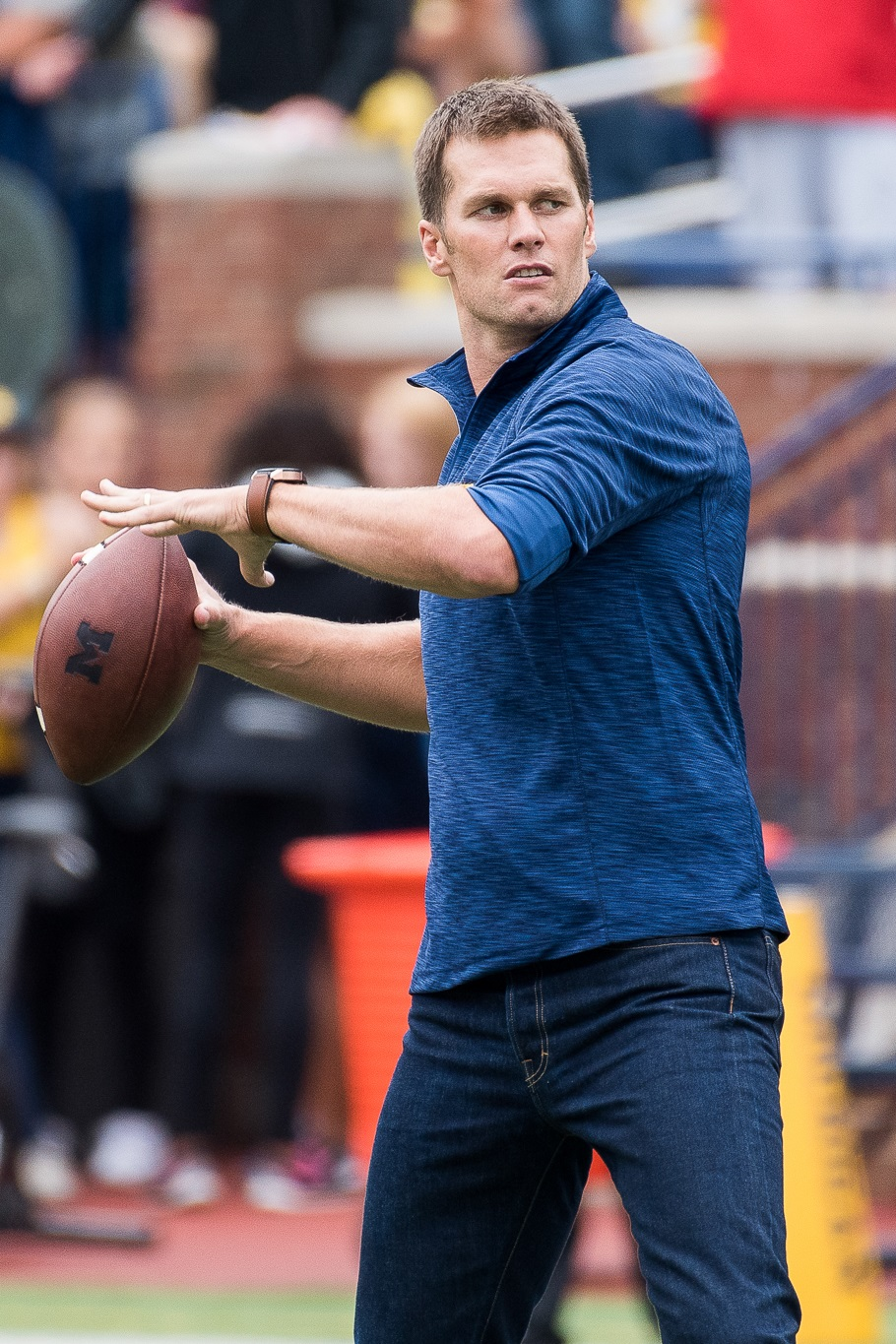
Tom Brady lançant un ballon avant un match des Wolverines du Michigan en 2016.

Lors d'une interview à la station de radio de Boston WEEI en octobre 2015, Tom Brady déclare « Vous sortez et vous prenez un Coca en pensant tout va bien. Pourquoi ? Parce qu’ils ont payé des fortunes en publicité pour vous convaincre de boire du Coca toute votre vie. Je ne suis pas d’accord. Le fait qu’ils puissent vendre du Coca aux enfants ? C’est du poison pour eux ! Je crois que de nombreux groupes agro-alimentaires et fabricants de boissons nous mentent depuis des années. Mais nous continuons. C’est l’Amérique ! Ici, on croit que les céréales Frosties sont un aliment. »,.
Il déclare également qu'il ne croit pas dans la médecine occidentale, ayant plus confiance en Alex Guerrero, le parrain de son fils Benjamin, qui développe une médecine préventive avec un régime alimentaire particulier qui n'inclut ni café, ni champignons, ni poivrons, ni tomates ou encore sans sucre blanc,. Proche et ami de Guerrero, Brady publie en septembre 2017 un ouvrage développant une méthode pour maintenir une performance dans la durée. Dans le même temps, il développe avec lui un centre de fitness et une boutique en ligne de produits diététiques et d'entraînements physiques.
En novembre 2010, Tom Brady signe un contrat d'image avec l'équipementier Under Armour. Ce contrat qui prend effet au début de l'année 2011 inclut que Brady obtient une participation au capital de l'entreprise dont le siège social se situe dans le Maryland. Il réalise plusieurs campagnes publicitaires avec d'autres sportifs célèbres de la marque comme Cam Newton ou Jordan Spieth. En 2015, il participe à la campagne d'Under Armour Rule Yourself et met en avant le numéro 199, son choix de draft,.
Tom Brady joue au golf depuis l'âge de deux ans. Il y joue régulièrement entre les saisons de football américain. Il développe des relations sur les parcours de golf, notamment avec le futur président des États-Unis Donald Trump. Ce dernier cite Tom Brady lors de son discours de candidature aux primaires présidentielles du Parti républicain le 16 juin 2015 pour comparer les dirigeants chinois aux dirigeants américains : « C'est comme prendre les Patriots de la Nouvelle-Angleterre et Tom Brady et les faire jouer contre votre équipe lycéenne de football américain », et prend sa défense de nouveau après la confirmation de la suspension de Brady en avril 2016. Il rencontre de nombreux golfeurs professionnels comme Rory McIlroy, Bubba Watson ou encore Keegan Bradley. Tom Brady fait également des parallèles entre un swing et son lancer de balle.
Lors de la campagne pour l'élection présidentielle américaine de 2016, il soutient Donald Trump, comme son épouse Gisele Bündchen. Le couple s'en distancie l'année suivante.
Après avoir remporté sa cinquième bague de Super Bowl, Tom Brady est désigné en mai 2017 pour être en couverture du jeu vidéo Madden NFL 18. S'il a déjà été en couverture d'un jeu vidéo auparavant, sur la pochette de NFL GameDay 2003 (en), il est présent pour la première fois sur celle de la franchise Madden NFL dont l'exposition est bien plus importante. L'éditeur, EA Sports, profite de l'occasion pour sortir une édition spéciale du jeu intitulée G.O.A.T Edition.

### Deflategate
Tom Brady est l'un des principaux acteurs de la polémique Deflategate impliquant les Patriots de la Nouvelle-Angleterre pendant leur parcours jusqu'à Super Bowl XLIX. Quelques jours après la rencontre contre les Colts d'Indianapolis en finale d'AFC, la National Football League (NFL) lance une enquête sur une potentielle triche de balles volontairement dégonflées par les Patriots pour aider leur quarterback Tom Brady. Au bout de trois mois d'enquête indépendante, le rapport Wells, la ligue conclut que des employés de la franchise des Patriots, Jim McNally et John Jastremski, ont dégonflé onze des douze ballons de la rencontre afin d'aider Tom Brady. La conclusion du rapport de Ted Wells est que « Tom Brady était au minimum au courant, de manière générale, des activités inappropriées de McNally et Jastremski ». Le joueur est sanctionné de quatre matchs de suspension,.
Tom Brady fait appel de cette sanction auprès de la NFL qui confirme cette décision. Brady et son avocat Jeffrey Kessler autorise alors la NFLPA, organisation syndicale représentant les joueurs professionnels, à faire appel de cette décision devant une juridiction fédérale, et remporte une première bataille juridique contre la NFL, le juge fédéral de New York annulant la suspension de quatre matchs. La ligue fait appel de cette décision et le deuxième procès est reporté en mars 2016, après la fin de la saison 2015. En appel, la cour donne raison à la National Football League et sanctionne à nouveau Tom Brady d'une suspension de quatre rencontres. En juillet, Brady renonce à ses recours judiciaires et accepte sa suspension de quatre rencontres,. Il met fin à une longue bataille judiciaire avec la NFL.

### Cinéma et télévision
Sauf indication contraire, les informations mentionnées dans cette section peuvent être confirmées par la base de données cinématographiques IMDb,  présente dans la section « Liens externes ».
Tom Brady a participé comme invité à de nombreux programmes télévisés, animant un Saturday Night Live en 2005 lors duquel il chante et réalise une parodie en sous-vêtements. Dès 2003, il joue le rôle d'un geek dans le film Deux en un (Stuck on You) de Peter et Bobby Farrelly. Dans l'année suivant son troisième succès au Super Bowl, en 2005, il double également sa voix dans l'épisode Déluge au stade de la série Les Simpson, et dans Patriot Games, l'épisode 20 de la saison 4 de la série télévisée d'animation Les Griffin (Family Guy). En 2009, il apparaît dans son propre rôle dans l'épisode 5 de la saison 6 de la série Entourage puis dans l'adaptation cinématographique de la série, sortie en 2015. En 2015 également, il est à l'affiche du film Ted 2 de Seth MacFarlane.
En 2016, Brady s'associe à Michael Strahan pour produire une série de six documentaires sportifs intitulée Religion of Sports qui est diffusée sur Audience Network,. Début 2018, Brady dévoile également une série documentaire filmée dans son intimité, Tom vs. Time, diffusée sur Facebook Watch. En 2020, associé aux frères Russo, il créa sa propre société de production, 199 Productions, en référence à son numéro de draft.
Il apparaît également dans deux documentaires non centrés sur le sport : Mademoiselle C. en 2013 et Mission Rénégération (Kiss the Ground) en 2020.

## Vie privée
Après avoir remporté trois titres de champion, Tom Brady devient une célébrité dont la vie privée est scrutée par les paparazzis. En 2004, il entame une relation avec Bridget Moynahan, actrice américaine. Après trois années ensemble, ils se séparent à l'amiable à la fin de l'année 2006. L'actrice est alors enceinte de trois mois. En août 2007, elle accouche de John Edward Thomas Moynahan, le premier fils de Tom Brady.
En décembre 2006, Tom Brady rencontre le mannequin brésilien Gisele Bündchen et entame une relation avec l'égérie de Victoria's Secret. Gisele Bündchen participe à l'éducation de John Moynahan, le fils de Tom Brady. Le couple vit alors entre Los Angeles et Boston. Ils se marient le 26 février 2009 à Santa Monica, en Californie, lors d'une cérémonie intimiste dans une cathédrale catholique,. Gisele donne naissance le 8 décembre 2009 à un garçon prénommé Benjamin, puis le 5 décembre 2012 à une fille, Vivian.
En janvier 2012, la famille déménage dans une superbe villa d'une valeur de 20 millions de dollars dans le quartier de Brentwood, à Los Angeles, Californie. Ils achètent également un appartement à One Madison à Manhattan, New York pour 14 millions de dollars en octobre 2013. En octobre 2022, Tom Brady et Gisele Bündchen divorcent après treize ans de mariage,.
Le joueur de baseball Kevin Youkilis est devenu le beau-frère de Tom Brady en 2012 en épousant l'une de ses sœurs, Julie Brady. Youkilis a joué de 2004 à 2012 pour les Red Sox de Boston.

### Citations originales
1. ↑  (en) « Negatives: Poor build. Very skinny and narrow. Ended the '99 season weighing 195 pounds and still looks like a rail at 211. Looks a little frail an lacks great physical stature and strenght. Can get pushed down more easily than you'd like ».
2. ↑  (en) « I've just got great respect for the way he plays the position. He takes care of himself physically and always answers the bell, every single season and every single week. There's definitely high respect from me and I appreciate some of the things he's said about me as well ».
3. ↑  (en) « Manning needs things to be perfect to succeed, weather, his system, etc. ».
4. ↑  (en) « I've got another 7 or 8 years. He has 2. That's the final chapter. ».
5. ↑  (en) « It's like take the New England Patriots and Tom Brady and have them play your high school football team. »